# 西夏
西夏（1038年11月10日－1227年8月28日），国号大夏、邦泥定国（西夏語：𗴂𗹭𗂧𘜶，拉丁轉寫：phôɣ¹ bje² lhje ldjẹ²，逐字翻譯：𗴂白𗹭高𗂧國𘜶大）、大白高国或白高大夏國（西夏語：𗴂𗹭𘜶𗴲𗂧，逐字翻譯：白高大夏國）等，是中國歷史上以党項族主體，包括漢族、回鶻族與吐蕃族等民族在內的王國。因位於中原地區的西北方，國土領有黃河中上游，史稱西夏。
党項族原居四川松潘高原，唐朝時遷居陕北。唐中和元年（881年）党項首領拓跋思恭率領數萬大軍參與鎮壓起義，後因其收復長安有功，受唐僖宗詔賜軍號定難軍、並正式冊封拓跋思恭為夏州定難軍節度使。唐中和三年（883年）詔封夏國公、並賜唐朝國姓「李」。先後臣服於唐、五代諸朝與宋。夏州政權被北宋併吞後，由於李繼遷不願投降而再次立國，並且取得遼帝的冊封。李繼遷採取聯遼抵宋的方式，陸續占領蘭州與河西走廊地區。直至大慶三年十月十一日（1038年11月10日），李元昊在兴庆府（今宁夏回族自治区银川市）稱帝建國，即夏景宗，西夏正式立國。西夏在宋夏戰爭與遼夏戰爭中，戰況大致上取得優勢，形成與宋、遼三國鼎立的局面。夏景宗去世後，大權掌握在皇帝的太后與母黨手中，史稱母黨專政時期。西夏因為皇黨與母黨的對峙而內亂，北宋趁機多次伐夏。西夏抵禦成功並擊潰宋軍，但是橫山的喪失讓防線出現破洞。金朝崛起並滅遼、北宋，西夏改臣服金朝，獲得不少土地，兩國建立金夏同盟，大致上維持著和平關係。夏仁宗期間發生天災與任得敬分國事件，但經過改革後，到天盛年間出現盛世。然而漠北的蒙古帝國崛起，六次入侵西夏後拆散金夏同盟，讓西夏與金朝自相殘殺。西夏內部也多次發生弒君、內亂之事，經濟也因戰爭而趨於崩潰。最後於寶義二年七月十五日（1227年8月28日）亡於蒙古。
西夏屬於番漢聯合政治，以党項族為主導，漢族與其他族群為輔。制度由番漢兩元政治逐漸變成一元化的漢法制度。西夏文史料顯示，西夏攀附元魏，追認唐朝，推崇唐堯、漢祖，自認為是中國帝統繼承者之一。在制度上，西夏推崇儒學，實行科舉，西夏法典《天盛律令》繼承《唐律》《宋刑統》等中華法系，與中原皇朝法典如出一轍。與此同時，西夏的皇權備受貴族、母黨與權臣等勢力的挑戰而動盪不安。由於處於列強環視的河西走廊與河套地區，對外採取依附強者，攻擊弱者、以戰求和的外交策略。軍事手段十分靈活，配合沙漠地形，採取有利則進，不利則退，誘敵設伏、斷敵糧道的戰術；並且有铁鹞子、步跋子、强弩军與潑喜等特殊兵種輔助。經濟方面以畜牧業與商業為主力，對外貿易易受中原王朝的影響，壟斷河西走廊與北宋的歲幣為西夏經濟帶來很大的幫助。
文化上，西夏是一個佛教王國，興建大量的佛塔與佛寺，以兴庆府承天寺塔、张掖大佛寺最有名。然而也是崇尚儒學漢法的帝國，立國前積極漢化；雖然夏景宗為了維護本身文化而提倡党項、吐蕃與回鶻文化，並且創立西夏文、立番官、建番俗等措施；但自夏毅宗到夏仁宗後，西夏已經由番漢同行轉為普遍漢化。现存文學方面以詩歌和諺語為主。在藝術方面於敦煌莫高窟、安西榆林窟、贺兰山山嘴沟石窟有豐富的佛教壁畫，具有「綠壁畫」的特色。此外在雕塑、音樂與舞蹈等方面都有獨特之處。

## 歷史

### 遷移與割據夏州
西夏由党項族所建立。党項族是羌族的一支，帶有鮮卑的血統。唐朝時居住在四川松潘高原一帶，是唐朝的羈糜州之一。當時分有八部，以拓跋氏最為強盛。吐蕃於唐朝安史之亂後占領河西一帶，並且壓迫党項。唐高宗時期，党項首領拓跋赤辞在唐朝幫助下遷移到陝北一帶，奠定党項興起的根據地。唐中和元年（881年），占據宥州的平夏部拓跋思恭因平定黃巢之亂有功，受唐僖宗詔封為夏州節度使，賜號「定難軍」。協助收復長安後，唐中和三年（883年）封夏國公，賜唐朝國姓“李”，領有夏銀等地，夏州政權（正式稱呼是夏州節度使或定難軍）形成一個割據陝北的籓鎮。五代十國時，夏州政權避免介入中原各勢力間的內鬥，向五代與北漢稱臣以鞏固在陝北的勢力。然而后唐時，唐明宗意圖將延州節度使安從進與夏州節度使李彝超對調以併吞夏州政權。李彝超極力反對，成功擊退安從進率領的後唐軍，在北宋初年時累積雄厚的實力。
宋建隆元年（960年），宋太祖赵匡胤建立宋朝後，夏州政權首領李彝殷向北宋稱臣，並且多次協助北宋對抗北漢。當北宋陸續平定南方各國後，宋太宗開始將目光放在北方，有意削除夏州政權。此時李氏家族反對李繼捧擔任夏州節度使。宋太平興國七年（982年），宋太宗招李繼捧與其族人遷居開封，命親宋的李克文繼任之，夏州政權被北宋併吞。李繼捧族弟李繼遷不願投降宋朝，率族人逃往地斤澤（今陝西橫山縣東北）抗宋。宋太平興國九年（984年），宋將尹憲、曹光實擊破夏軍。隔年李繼遷由弱轉強，攻破宋軍後陸續收復銀、夏等等夏州領地。宋淳化元年（990年），被遼朝遼聖宗冊封為夏國王，即被追尊的夏太祖。宋廷採取以夷制夷方式，派李繼捧回任夏州，招撫李繼遷任銀州，並對此二人賜姓趙。不久李繼遷又叛，於宋至道二年（996年），擊退宋將李繼隆率領的五路大軍。在鞏固夏州領地後，一直努力西擴河西，最後於宋咸平五年（1002年）第三次攻打靈州（今寧夏靈武西南）時成功攻下，改名西平府。宋朝至此無力圍堵，於隔年承認李繼遷領有夏州領地。李繼遷陸續占領涼州（今甘肅武威縣）等河西重鎮，擊退與宋朝聯手的河西涼州吐蕃六谷部。兩年後，李繼遷被六谷部首領潘羅支襲擊而亡，享年四十二歲。後被其長孫李元昊追封為夏太祖。其長子李德明於柩前即位，即被追尊的夏太宗。

### 快速擴張
李德明繼位後，因為國土快速膨脹，為了穩固國力以抵禦四方敵國，有意與宋和談；而北宋對外戰事也由擴張轉為和平，與遼朝簽署澶淵之盟後也希望西北也能穩定下來。最後雙方於宋景德三年（1006年）雙方簽署景德和議。並受宋朝封西平王之爵位，後改封夏國公。李德明為了維護自身獨立，東和宋朝，北附遼朝，並讓太子李元昊迎娶遼朝的興平公主。對內方面，李德明定都興州（今宁夏银川东南），採取保境安民、注重生產的策略。並且請求北宋於保安軍（今陝西丹縣）設置榷场，聽許兩國貿易。此外積極西征河西。宋大中祥符元年（1008年）遼朝冊封李德明為大夏國王。宋天聖六年（1028年），派太子李元昊攻下甘州（今甘肅張掖縣），甘州回鶻首領夜落隔通順自殺，降服吐蕃六谷部首領折逋游龙钵。而後又奪肅州，降服瓜州歸義軍的曹賢順。至此夏州政權國力大盛，為日後李元昊稱帝立國建立穩固的基礎。宋明道元年（1032年）李德明去世，追封為夏太宗。其子李元昊繼位。
李元昊繼位後完成河西走廊的佔領，並且積極準備脫離宋朝獨立建國。他首先棄李姓，自稱嵬名氏，以北魏王室後裔自居。採楊守素的建議，以避父諱為由，改宋朝年號明道为显道，以建立自己的年號。隨後建宮殿，下禿髮令，恢復故俗，都興慶府，設文武二班，立軍名，用兵制，創造西夏文，改定禮樂等。

### 稱帝建國
大慶三年十月十一日（1038年11月10日）李元昊正式稱帝，即夏景宗，改元天授礼法延祚，定都興州並升為興慶府，建国号“大夏”，亦称西夏，至此西夏正式立國。夏景宗霸氣縱橫，脫離對宋、遼的臣屬關係。為了要獨霸西方，他四處擴土，先後和宋遼開戰，為西夏武力顛峰的時候。
夏景宗於隔年採取聯遼抗宋的戰略不斷入侵宋邊境，並且要求宋朝承認西夏獨立。當時北宋在橫山山脈一帶建立不少堡壘，不過東方重鎮延州防禦薄弱，守將范雍無能。天授禮法延祚三年（1040年）夏景宗發動三川口之戰，率10萬大軍包圍延州，於三川口襲擊宋將劉平、石元孫的援軍，最後夏軍因大雪而解圍撤退。宋廷面對西夏大舉入侵，派夏竦為正使、韓琦與范仲淹為副使經略西夏。當時宋軍兵多於西夏，但是不擅野戰、補給也不易，主攻的韓琦與主守的范仲淹對此爭執不斷。1041年夏景宗發動大軍包圍宋朝西線的渭川、懷遠一帶，韓琦不聽派范仲淹建議派大將任福率大軍救援懷遠，夏景宗引誘至埋伏地好水川口襲擊，此即好水川之戰。此後宋廷轉為防禦，改派陳執中、夏竦經略，並且建立四路防線。1042年西夏謀臣張元建議避開宋防線，繞道奇襲京兆府（長安）。同年夏景宗於防線薄弱的涇原路發動定川寨之戰，於定川寨包圍殲滅宋軍，目標是長安，但另一路遇到原州景泰的阻擊而罷。宋夏戰爭一直到1044年才平息。雙方簽訂慶曆和議，宋朝承認西夏的割據地位，給予若干財物茶葉，封夏景帝為夏國主。西夏對宋稱臣，但對內依舊稱帝，實際上仍然是獨立的國家。
西夏擊敗宋朝後，自稱西朝，稱遼朝為北朝。遼朝遼興宗不滿西夏壯大，意圖再度壓服之。1043年在慶曆增幣后，遼興宗為報答宋朝，以國內西南部的党項叛附西夏為由，於隔年冬率大軍伐夏。西夏求和不成，採取堅壁清野方式擊潰遼軍。戰後四年夏景宗去世之際，遼軍又於1049年來犯。夏軍極力抵抗，最後雙方和談而止。
夏景宗建國西夏並推行中央集權，雖然鞏固了帝權，但同時與貴族的矛盾進一步加深。他獨裁專制、日益驕淫並且貪好女色。後宮之亂引來貴族衛慕氏的叛變（1034年）。又中种世衡的反間計而錯殺野利旺榮與野利遇乞，並且迷戀迎娶野利遇乞的妻子沒藏氏，生李諒祚。太子李寧林格與夏景宗因廢母（野利皇后）奪妻（没𠼪皇后）之仇，被沒藏氏的弟弟沒藏訛龐教唆刺殺夏景宗。夏景宗死後沒藏訛龐殺太子，立兩歲的李諒祚繼位，即夏毅宗。

### 母黨專權
夏毅宗與夏惠宗時期時，夏廷對內進一步鞏固統治，對外常與宋遼兩國處於戰爭與議和的狀態。夏毅宗繼位時年幼，由其母没藏太后與沒藏訛龐专政。當時辽朝遼興宗再度攻打西夏，最後西夏向辽朝称臣。没藏太后荒淫好色，多次勾結外人，其中李守貴與吃多己多次爭寵。最後李守貴殺太后與吃多己，事後也被沒藏訛龐所殺。沒藏訛龐又將其女許配夏毅宗以控制小皇帝。1059年夏毅宗參與政事，沒藏訛龐密謀刺殺夏毅宗，後被夏帝誅殺全家。親政後，夏毅宗娶協助他剷除沒藏訛龐的梁氏，任用梁乙埋與景詢等人。對內整治軍隊使地方軍政分立，文武官員互相牽制，提倡漢文化與技術，廢行蕃禮，改用漢儀，並於1063年改姓為李。對外方面，與宋重新劃定邊界，恢復榷場，貿易正常化。對吐蕃多次戰事，占領河湟與青海一带，於1063年招撫西域城（今甘肅定西縣）吐蕃首領禹藏花麻。夏毅宗的改革對以後各朝產生了深遠影響，然而於1066年與北宋作戰時受箭傷，兩年後去世，由其子7歲的李秉常即位，即夏惠宗。
由於夏惠宗年幼，由其母梁太后掌握大權，形成了以梁太后與梁乙埋為首的母黨專權。母黨大力發展其勢力，提倡番禮，重用都羅尾與罔萌訛，排擠夏景宗的弟弟嵬名浪遇等反對派。1080年，夏惠宗最後在皇族嵬名氏的協助下得以親政。夏惠宗崇尚漢法，下令以漢禮藩儀，遭到梁太后為主的保守派極力反對。對此，夏惠宗想用大臣李清策的建議，將河南地區歸還宋朝，以利用宋朝削弱外戚勢力。不料機密洩漏，梁太后殺李清策，幽禁夏惠宗。梁太后此舉引來皇黨、仁多族的叛亂，連吐蕃禹藏花麻都向宋朝請求派兵攻打梁太后。此時宋朝正值宋神宗王安石變法而國力增強，並在1071年由王韶於熙河之戰占領熙河路，對西夏右廂地區造成威脅。1081年宋神宗聽從种諤建議，趁西夏內亂之際，以李憲為總指揮發動五路伐夏，目標興慶府。梁太后採取堅壁清野策略，襲擊糧道以粉碎五路宋軍，宋軍最後只奪下蘭州。隔年年宋軍採取碉堡戰術，派徐禧興建永樂城，步步壓縮西夏在橫山的軍事空間。梁太后趁永樂城新建之初，率30萬大軍包圍攻陷，宋軍慘敗，史稱永樂城之戰。西夏雖然多次擊潰宋軍，但與宋朝貿易中斷使經濟衰退，戰事頻繁又大耗國力，人民不滿。梁太后與梁乙埋最後於1083年讓夏惠宗復位，以平和矛盾，然而夏惠宗依舊沒有掌握實權。梁乙埋去世後，政權轉由其子梁乙逋掌握。1086年夏惠宗在憂憤之下去世，由3岁儿子李乾顺即位，即夏崇宗。
此時西夏政權又落入小梁太后及梁乙逋手中。宋朝宋哲宗時期，知渭州章楶建議對西夏採取經濟制裁與碉堡作戰，其後為了實踐這套戰術，他在公元1096年於西邊的渭川修建平夏城與灵平砦，並且多次擊退夏軍。隔年宋軍攻入東邊的洪州、鹽州。1098年小梁太后偕同夏崇宗猛攻平夏城而敗，大將嵬名阿埋與妹勒都逋均被擒，史稱平夏城之戰。宋軍隨後興建西安州與天都寨，打通涇原路與熙河路，秦州變成內地。宋朝控制橫山地區後，西夏處境日益艱困。1099年在遼朝遼道宗的周旋下，宋夏再度和談，西夏向宋朝請罪而終。西夏在母黨專權的十年裡，梁乞逋依仗「梁氏一門二后」的威勢，連連發動与北宋和辽朝的战争，使西夏蒙受嚴重損失。他經常在朝廷上向眾大臣誇耀自己的功勞，認為西夏連年出征，主要就是讓宋朝屈服，只有這樣才能使西夏獲得和平。環慶之戰時，梁乙逋被小梁太后制止出征而懷恨在心。他意圖叛變，但是事機敗露。小梁太后命嵬名阿吳、仁多宗保與撒辰率兵逮捕處死。小梁太后親自專權後，為了加強對宋朝戰事，多次向遼朝請求援軍被拒。遼廷對小梁太后極度反感，認為遼夏戰爭是由她引起，而小梁太后因多次被拒也惡言相向。1099年夏崇宗親政在即，但「梁氏專恣，不許主國事」。遼朝遼道宗派使至西夏，用毒藥毒死小梁太后。至此長期的太后專政終止，西夏皇帝得以親政。

### 外和內憂
1099年夏崇宗亲政后采取依附辽朝，與北宋修和的策略，逐年減少战争。對內推廣漢文化，注重經濟，使得社会经济得到恢复和发展。宋朝宋徽宗時期，宋廷執行「紹盛開邊」政策。1114年童貫經略西夏，率領六路宋軍（包含永興、秦鳳兩路）伐夏。雖然西夏多次擊敗劉法、劉仲武與种師道等宋將，但宋軍也攻陷不少堡壘。最後西夏緊急向遼朝請求周旋，到1119年宋軍才率軍而退，夏崇宗再度向宋朝表示臣服。此時西夏國勢不如以往，而北宋也瀕臨崩潰邊緣。
1115年金朝興起，三國鼎立的局面被破壞，遼朝、北宋先後被滅，西夏經濟被金朝掌控。1123年退往漠北的辽朝遼天祚帝有意逃往西夏，金朝將領完顏宗望勸誘夏崇宗捕捉辽帝，許以下寨以北、陰山以南的遼地，並以進攻西夏為脅。夏崇宗答应条件，轉而連金滅遼，从此西夏归服金朝。1125年遼朝亡後，金朝約西夏夾攻北宋，並且給予宋地為誘餌。西夏占領天德軍、雲內等地後，1126年又被金朝強占，並且被強索河東八館之地。金朝為了補償西夏，同意占領陝西後將橫山地區歸還，但又違約。這些都讓金夏關係處於不信任的狀態。然而西夏與南宋隔絕，又讓西夏只能依賴金朝的經濟。這些都使得西夏對金朝維持鬆弛的和平，最多只有小規模的戰事。1141年金朝同意設置榷場，一度開放鐵禁。但是金世宗時不願以紡織品換取西夏的奢侈品，採取貿易緊縮的方式，到十年後才恢復正常貿易。夏崇宗於1139年去世後由其子李仁孝繼位，即夏仁宗。
夏仁宗時期是西夏的文化思想的發展到達高峰，對金朝大致上處於和平狀態。但是他重文輕武、務虛廢實的方式，使西夏軍力逐步走向衰落。宋朝降將任得敬才智均佳，陸續平定1140年夏將蕭合達叛變與隔年的山讹首領慕洧、慕濬投奔金朝之亂，備受夏仁宗重用。1143年發生大饑荒和地震，民不聊生，哆訛等人於威州、靜州與定州發動民變，夏仁宗又派任得敬平定。任得敬因被重用而野心膨脹，受晉王李察哥推薦入京。1156年李察哥去世後掌握政權，擴大私有勢力。1160年被封為楚王，出入等同皇帝。任得敬有意篡位，他以靈州為都城，1170年又迫夏仁宗給予靈州、西夏西南等領地。然而屢次不受金廷支持，任得敬與其弟任得聰等人陰謀叛亂。夏仁宗在金朝的支持下成功撲滅任黨，這個掌握政權二十年的權臣終於被拔除。夏仁宗於1143年的民變後，為了促進經濟穩定而推行改革。他改良地租和賦稅制度；發展教育，實行科舉；推崇儒術，以科舉取仕，這些措施對抑制世家大族有一定的作用；改革禮樂和法律。到天盛年間出現了盛世。1193年夏仁宗去世，子李純佑立，即夏桓宗。
夏桓宗基本上依循夏仁宗的國策，對內安國養民，推行漢法儒學，對外與金朝和好。但是，此時西夏過於安逸，軍力大大衰減。不久，北方的蒙古帝國興起，打破金宋與西夏三國鼎立的地位。夏仁宗的弟弟越王李仁友在挫敗任得敬之亂有功，去世後其子李安全上表請求表彰其父功勳與承襲王位。然而夏桓宗不但不同意，還降其為鎮夷郡王。李安全不滿，遂萌篡奪帝位之心。1206年與夏桓宗之母羅太后聯合廢夏桓宗，自立為帝，即夏襄宗。不久，夏桓宗去世。

### 蒙古入侵與亡國

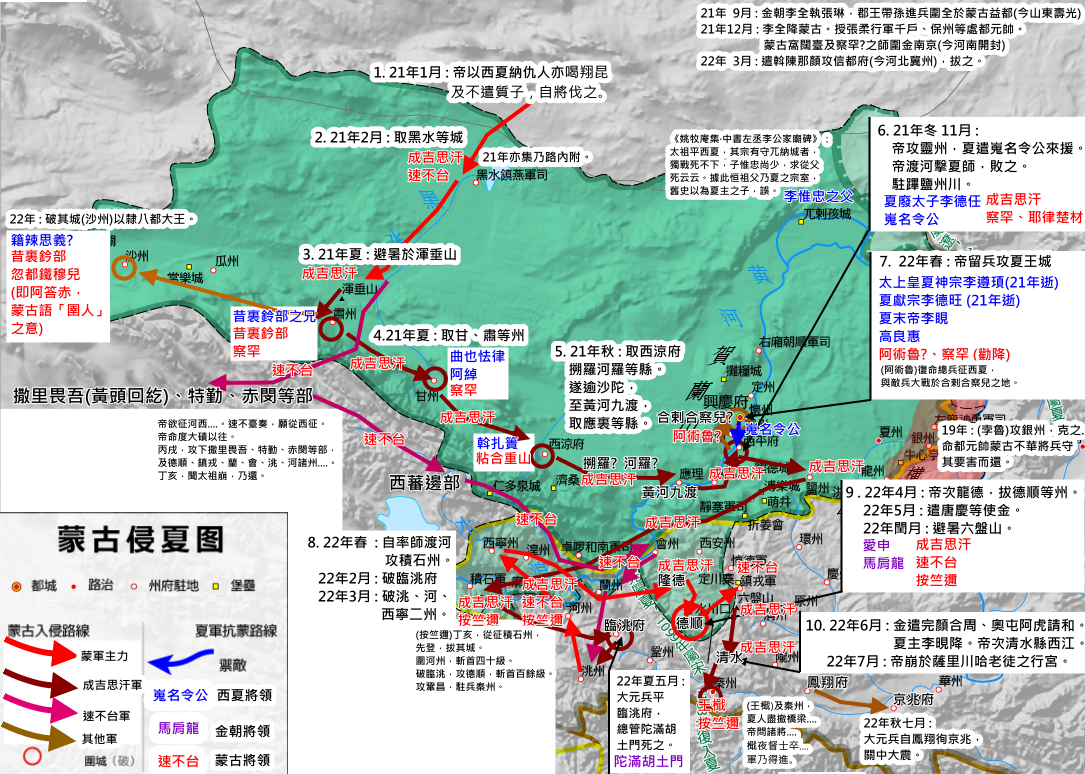
蒙古滅西夏路線圖

西夏與漠北鄰國克烈部的關係十分友好，但是蒙古部的鐵木真崛起後開始威脅克烈部，成為西夏晚期的外患。1203年克烈部被鐵木真攻滅，其領袖王汗之子桑昆逃往西夏。兩年後，鐵木真率軍攻打西夏，掠奪西夏邊界城市。夏桓宗為擊退外患，改興慶府名為中興府，取夏國中興之意，實際上西夏反而壟罩在蒙古的威脅之下。1206年鐵木真建立蒙古帝國，即成吉思汗，後被尊稱元太祖。成吉思汗為了要攻滅敵國金朝，勢必要切斷金夏聯盟，所以西夏成為他的目標之一。隔年夏襄宗奪位不久，成吉思汗率大軍攻破西夏要塞斡羅孩城（今内蒙古乌拉特中后旗西境），因各路夏軍奮力抵抗而擊退之。1209年蒙古降服高昌回鶻，河西地區也暴露在蒙古威脅之下。蒙古第三次征夏即自河西入侵，出黑水城，圍攻斡羅孩關口。夏襄宗派其子李承禎率軍抵抗失敗，夏將高逸被俘而死。蒙軍又攻陷西壁讹答守備的斡羅孩城，直逼中興府的最後防線克夷門。夏將嵬名令公率軍伏擊蒙軍，最後仍被蒙軍擊潰。中興府被蒙軍圍困，夏襄宗派使向金朝皇帝完顏永濟求救，但是金帝拒絕，還以鄰國遭攻打為樂而坐視不救。最後夏襄宗納女請和，貢獻大量物資，並且附蒙伐金。
夏襄宗附蒙伐金後，對金朝進行長達十餘年的戰爭，使雙方損失很大。國內方面，西夏百姓十分贫困，經濟生產受到破壞，军队衰弱，政治腐败。夏襄宗本身也沉湎于酒色之中，整日不理朝政。1211年齊王李遵頊發動宮庭政變，廢夏襄宗自立為帝，即夏神宗，史書稱為状元皇帝。夏神宗不顧國內大臣反對，仍然堅持附蒙抗金，金宣宗也多次反擊之。此時西夏國內社會經濟凋蔽，民變不斷。1216年因為西夏不肯幫助成吉思汗西征，次年成吉思汗率軍第四次进攻西夏。夏神宗以太子李德任守中興府，自己逃至西京靈州。最後李德任派使向蒙古和談才終戰。1223年由于夏神宗不愿做亡国之君，便让位给次子李德旺（原太子李德任被廢），即夏獻宗。此時夏廷已經認清蒙古將會滅亡西夏，夏獻宗決定採取聯金抗蒙的策略，趁成吉思汗西征時派使聯合漠北諸部落抗蒙，以便鞏固西夏北疆。當時總管漢地的蒙將孛魯（木華黎之子）察覺西夏的意圖，於1224年率軍從東面攻入西夏，攻陷銀州，夏將塔海被俘。隔年成吉思汗得勝返國，同時率軍攻打沙洲，但西夏名將籍辣思義極力防守，成吉思汗久攻半年不下，试图挖地道入城，被籍辣思義用烟火熏死不少蒙古士兵，不得已转战挥师东进。最後夏獻宗同意蒙軍條件請和，蒙軍撤退。
1226年成吉思汗以夏獻宗沒有履約及接納蒙古仇人為由，越大漠向西夏出征，此即蒙古滅西夏之戰。成吉思汗與速不台率大軍逼降黑水城（今內蒙額濟納旗），而後成吉思汗屯軍渾垂山（今甘肅酒泉北）避暑，並令速不台率別部迂迴攻入撒里畏吾兒（即黃頭回紇）與西蕃邊部（吐蕃諸部）等部。成吉思汗派忽都鐵穆兒、昔里鈐部、察罕等將先後攻下肅州、甘州與沙州（1227年淪陷），大軍前進至涼州並降伏守將斡扎篑，至此河西走廊全數淪陷。夏獻宗憂患而死，由其侄南平王李睍繼位，即夏末帝。同年八月，成吉思汗率軍穿越沙漠，攻占應理（今寧夏中衛）進軍黃河九渡渡過黃河，主力逼近廢太子李德任守衛的西平府靈州。夏末帝派嵬名令公率軍與李德任會合，蒙夏雙方於凍結的黃河決戰，此役西夏軍死傷慘重，最後城陷被殺，但蒙軍也受損不少，成吉思汗駐守鹽州川（今陝西定邊花馬池）休整軍隊。1227年，成吉思汗此時將目標訂為攻佔西夏退路，並迂迴侵入金朝關中。他命蒙軍（應為蒙將阿術魯率領）包圍中興府（今寧夏銀川），並且率軍西南渡河攻下西夏積石州（今青海循化），與早已入侵西夏西南的速不台會合，陸續拿下西夏西寧（今青海西寧）、臨洮府（今甘肅臨洮）、金朝德順（今甘肅隆德）等西夏與金朝領地。同年6月，成吉思汗駐夏六盘山，又南下攻取金朝秦州（今甘肅天水），逼近關中京兆府（今陝西西安）。1227年夏末帝在中興府被圍半年後投降蒙古，西夏灭亡。成吉思汗此时已病死，但密不发丧，以免西夏反悔。而後诸将遵照成吉思汗遗命将夏末帝杀死，並且殺盡西夏宗室。而中興府百姓因蒙将察罕的勸諫而沒有被屠城。但西夏兴庆府的皇宫、离宫、建筑、典籍、史料、陵寝都被蒙古军队破坏和焚烧殆尽，甚至连贺兰山山谷内的众多佛寺也被破坏。
蒙古中原地區建立政权之後，同宋辽金不同，并未修纂西夏史，不将其视为中华历史上的一朝。因此西夏也是宋辽金夏时期唯一未列入二十四史的朝代。

## 疆域與行政區劃
1038年西夏立國時，疆域範圍在今宁夏，甘肃西北部、青海东北部、内蒙古西部以及陕西北部地区。东尽黄河，西至玉门，南接萧关（今宁夏同心南），北控大漠，佔地兩萬餘里。西夏東北與遼朝西京道相鄰，東面與東南面與宋朝為鄰。金朝滅遼宋後，西夏的東北、東與南都與金朝相鄰。西夏南部和西部与吐蕃諸部、黃頭回鶻與西州回鶻相鄰。國內三分之二以上是沙漠地形，水源以黃河與山上雪水形成的地下水為主。首都興慶府所在的銀川平原，西有賀蘭山作屏障，東有黃河灌溉，有「天下黃河富寧夏”之稱。
西夏是党项族建立的王朝，党项族原本定居四川松潘高原一帶。唐高宗時期受吐蕃壓迫，最後在唐廷協助下遷移到河套陝北一帶，分為平夏部與東山部，至此建立西夏的龍興之地。881年因平夏部拓跋思恭平黃巢之亂有功，被封為夏州節度使，至此正式領有銀州（今陝西米脂縣）、夏州（今陝西橫山縣）、綏州（今陝西綏德縣）、宥州（今陝西靜邊縣）與靜州（今陝西米脂縣西）等五州之地。宋朝時，宋太宗併吞夏州節度使之地。然而李繼遷不願意投降，率部四處攻擊，最後收復五州之地。攻下靈州後，將勢力擴展到黃河河套地區與河西走廊。夏景宗繼位後持續鞏固河西走廊，並且開國稱帝，疆域擴大到二十個州。而後夏景宗與宋朝征戰於橫山地區，並有意占領關中。夏景宗之後，西夏與北宋展開拉鋸戰，雙方互相占領對方的堡壘城寨，並且擴大到河湟青海地區。夏崇宗後期喪失橫山地區，一度造成危機。金朝滅遼朝與北宋後，西夏陸續收復失地，並且占領黃河前套地區。然而其勢力被金朝所侷限，領土擴張不大。到夏仁宗時期大約有22個州，這是西夏版圖最後穩固的狀態。
西夏行政區劃大體上是州（府）縣兩級，一些重點州則設府。另分左右廂十二監軍司，作為軍管區。西夏在建國前只領有五州之地。占領河套地區與河西走廊後，在夏崇宗、夏仁宗時期達到22州：河南9州、河西9州，熙秦河外4州。文獻記載比較明確的有32州；升州為府的有河套的興州（興慶府、中興府）、靈州（西平府）與河西走廊的涼州（西涼府）、甘州（宣化府）等。興慶府为西夏首都，靈州（西平府）为西夏陪都，都处于相对富饶、黄河灌溉农业发达的银川平原。夏州、靈州與興州相繼是西夏立國前的都城，地位十分重要。涼州控管河西走廊與河套地區的樞紐，地理位置重要。甘州所設的宣化府，負責處理吐蕃、回鶻的事務。左右廂與十二監軍司主要是夏景宗為了方便對軍隊的管理與調遣、佈防而設置的。每一監軍司都仿宋制立有軍名，規定駐地。

## 政治體制

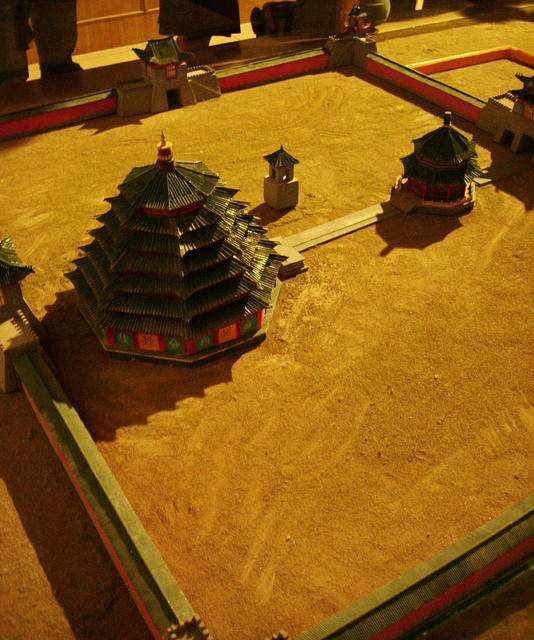
西夏皇室陵墓模型

西夏政治是蕃漢聯合政治，党項族為主要統治民族，並且聯合漢族、吐蕃族、回鶻族共同統治。皇族注意與党項貴族的關係，以通婚與權力分享攏絡，而母黨「貴寵用事」。這些都使皇族與母黨、党項貴族之間時常發生衝突。西夏在前期即有像遼朝那樣的蕃漢官制，但是到中後期全面採用宋朝制度後，蕃官逐漸式微。
西夏的国家体制和统治方式深受儒家政治文化影响。官制自1038年夏景宗立國後確立，大體上學自宋朝制度。官分文武兩班，中書司、樞密司與三司（鹽鐵部、度支部與戶部）分別管理行政、軍事與財政。御史台管監察、開封府管理首都地區的事務，其他還有翊衛司、官計司、受納司、農田司、群牧司、飛龍苑、磨勘司、文思院、番學與漢學等機構。隔年，夏景宗仿照宋朝制度設立總理庶務的尚書令，改宋朝二十四司為十六司，分理功、倉、戶、兵、法、士六曹，使西夏官制和機構已頗具規模。到夏毅宗時又增設各部尚書、侍郎、南北宣徽使及中書、學士等官。一來職官和機構愈分愈細，二來官制改革由擴充政治軍事的官職轉向擴充社會經濟文化方面的官職。

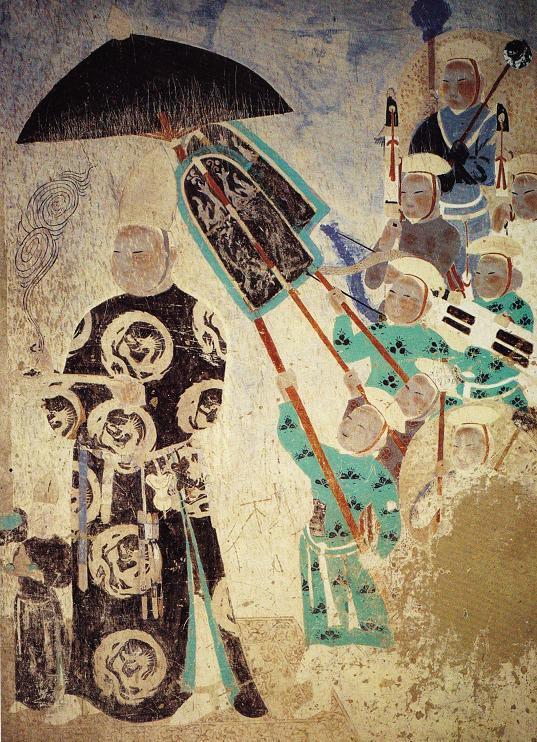
高昌回鶻王供養圖

蕃官是專由党項族擔任的官職，有一說此為爵位制度。蕃官主要是為了保持党項貴族在政權中的主導地位，非党項族不能擔任，有寧令（大王）、謨寧令（天大王）、丁盧、丁弩、素齋、祖儒、呂則、樞銘等等官稱。夏景宗增設番官後，還學習遼朝與吐蕃的一些制度，如南北面官制。西夏的蕃官制度很雜亂，夏毅宗時又增設不少官職，至今仍不太清楚其官職功能，有一說蕃官只是西夏文表示的漢官官名而已。西夏文諺語也提到「衙門官員曾幾何，要數弭藥為最多」，表明党項族當官為數不少。隨着西夏皇帝越來越崇尚漢法，改蕃禮、用漢儀，蕃官系統逐漸式微。夏崇宗以後，蕃官就在也沒出現在相關文獻中。
關於法律方面，因為西夏舊律有不明疑礙處，夏仁宗在“尚文重法”的主張下頒布《天盛改舊新定律令》，又稱《天盛律令》、《開盛律令》。主要由北王兼中書令嵬名地暴與中書、樞密院宰輔要員及中興府、殿前司、閤門司等重要官員參與編寫。該法典參考了唐朝、宋朝的法典，並且結合本國的國情、民情和軍情，使得更加切合實際。在某些方面（如畜牧業、軍制、民俗，等等）更具有本民族的特點。

### 封爵
根据传世史料、碑刻、出土文献，西夏的封爵大致可划分为王、公、侯、伯四级。见于史料记载的有封爵人物有：
- 王：赠广惠王野利仁荣；濮王李仁忠（赠吴王，谥恭显）；舒王李仁礼；晋国王察哥；齐王李彦宗；郡王、越王李仁友；镇夷郡王李安全；清平郡王（献宗弟）；南平王李𪾢；楚王任得敬；大王野利刚浪凌、野利遇乞；国母弟梁大王，北王兼中书令嵬名地暴
- 公：西平公任得敬
- 侯：追赠富平侯野利仁荣
- 伯：追封银川伯张浦

## 外交
西夏地理處於四戰之地，陸續要應付後唐、回鶻、吐蕃、宋朝、遼朝、金朝、西遼與蒙古的威脅與戰爭，所以外交是夏廷十分重視的環節。外交策略主要是聯合或依附強者，並且攻擊弱者、以戰求和。這些策略使自己得以不斷延續、發展。
西夏早在夏州政權時期（定難軍）就奉唐朝、五代諸國與北宋為宗主國，以維持自身勢力。後來北宋併吞夏州政權，李繼遷舉兵再起。此時他採取事奉遼朝、連遼抗宋的策略，多次擊退宋軍，並且擴張勢力。並且於990年被遼朝遼聖宗冊封為夏國王。到李德明時，為了鞏固新領地，對北宋和談，於1006年簽署景德和議。然而李德明依舊維持與遼朝的關係。除了應付遼、宋的戰事外，為了稱霸河西、先後攻滅甘州回鶻、沙洲歸義軍，對抗吐蕃六谷部、唃廝囉國等，與西州回鶻為鄰。
夏景宗時正式稱帝建國，自稱邦泥定國，稱男不稱臣，並且多次入侵宋朝邊疆。宋仁宗不滿西夏獨立，派兵攻打之，至此宋夏戰爭爆發。夏景宗在三大戰役（三川口之戰、好水川之戰與定川寨之戰）戰勝宋朝後，雙方於1044年簽訂慶曆和約。宋朝給予「夏國主」名號，西夏皇帝對宋朝稱臣，但實際上西夏皇帝在國內仍以君王自稱。宋朝給與金錢、茶葉等大量物資。西夏雖然擊敗北宋，但惹來遼朝不滿，雙方發生三次戰爭（賀蘭山之戰），最後以西夏稱臣作收。而後北宋的宋神宗為了擊敗西夏，趁西夏內亂之際發動五路伐夏與永樂城之戰，最後都以西夏戰勝作收。然而西夏國力漸衰，橫山地區又被北宋占領，此後有賴遼朝周旋方能穩定宋、遼、西夏三國鼎立的關係。
夏前期，宋遼互稱“南朝”“北朝”，而稱西夏為“西夏”。金滅遼後，西夏遵遼例以事金。西夏后期，宋金互稱“南朝”“北朝”，仍稱西夏為“西夏”。西夏大安八年（1081年），時值宋夏戰爭，涼州感通塔碑的西夏銘文因西夏地處西陲，用“東漢”稱呼宋朝。而在該碑的漢文碑銘卻用“南國”稱呼宋朝。
金朝崛起後滅遼朝與北宋，西夏為了自保，放棄遼夏同盟，臣服於金朝。金朝包圍西夏的東方與南方，掌握西夏的經濟力，所以夏廷對金朝不敢輕舉妄動，最多只有小規模的戰事。蒙古帝國崛起後，多次入侵西夏，破壞金夏同盟。夏襄宗與夏神宗改採取聯蒙攻金的策略，多次與金朝發生戰爭，然而此為錯誤的方針。到夏獻宗時才改連金抗蒙，但不久就在蒙夏戰爭中於1227年亡國。金史稱西夏「立國二百餘年，抗衡遼、金、宋三國，偭鄉無常，視三國之勢強弱以為異同焉。」。
西夏對於回鶻、吐蕃等少數民族採取懷柔與招撫的方式，似乎比宋朝還要好。例如西使城（今甘肃定西西南）吐蕃首领禹藏花麻不愿降宋朝，又受到宋军王韶的攻掠。夏毅宗立即派兵支援，將宗女嫁給他。禹藏花麻遂把西使城及兰州献给西夏。

## 軍事制度

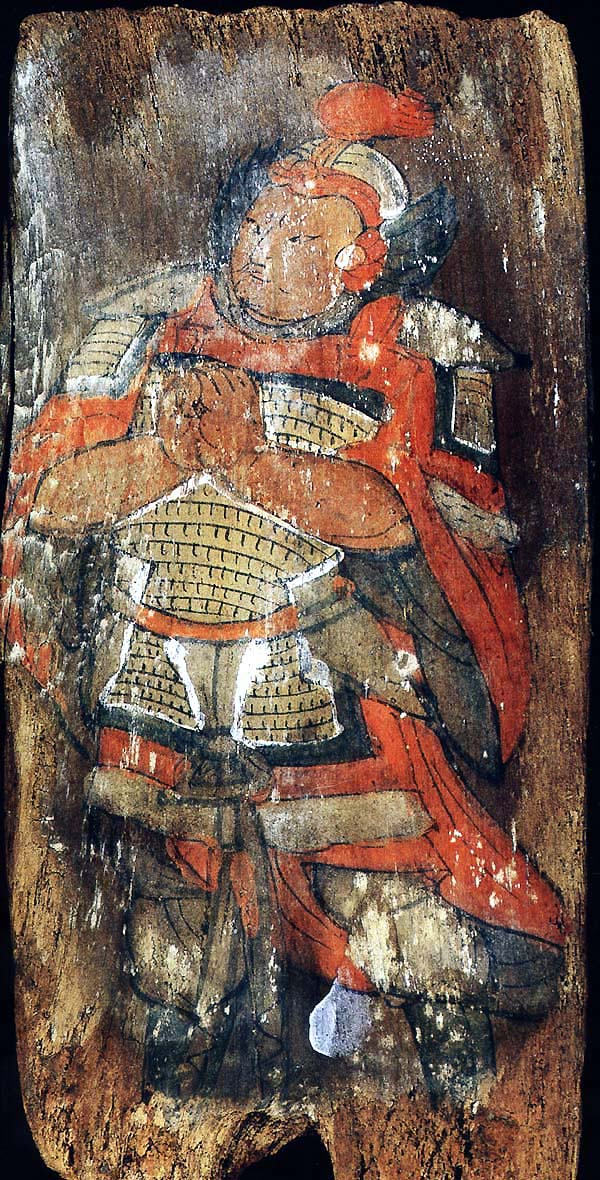
出土於甘肅武威的西夏武士像

軍事制度是以党項部落兵制為基礎，加入宋朝制度而改良。西夏是以戰立國的國家，軍隊是賴以維生的基礎。所以實行全民皆兵的制度，平時生產，戰時作戰，軍事與社會經濟合為一。除了給予軍官和正軍很少的軍事裝備之外，其餘作戰一律自帶糧食。最小單位是「抄」，每抄由三人組成，主力一人，輔主一人，負擔一人。樞密院是西夏最高的軍事統御機構，下設諸司。指揮系統分別是統軍、行主、佐將、首領、佐首領、小首領。全國軍隊分成中央軍與地方軍等兩個系統。軍事佈防以賀蘭山、興慶府與靈州為三角防線，成為西夏作戰的核心。當大敵逼近時，邊防軍迅速回京助守；邊將吃緊時，主力軍立即機動支援，軍隊調動十分靈活。作戰時有利則進，不利則退。由於地形以沙漠、山岳為主，所以夏軍擅長誘敵設伏、斷敵糧道、集中兵力作運動戰，所以時常能以少擊多。
中央軍分為擒生軍、强弩军、衛戍軍、侍衛軍、潑喜軍、铁鹞子、步跋子、撞令郎與水军等。擒生軍人數約十萬，主要任務是在作战中掳掠生口作奴隶，相當遼軍的「打草穀騎」，不擔負決戰任務。夏崇宗时期建立强弩军，为西夏特种部队，配备强弩和标牌。衛戍軍人數約兩萬五千，部屬在興慶府周圍地區，裝備精良，所配置的副兵多達七萬，是夏軍的主力部隊。侍衛軍又號「御園內六班直」，人數約五千，分为十部，是由豪族子弟中選拔善於騎射者組成的一支衛戍部隊，負責保衛皇帝安全，分三番宿衛，佩戴铜制腰牌。潑喜軍約兩百人，是西夏的砲兵，掌握火蔟黎的技術，又能在骆驼上架设「旋风炮」拋射石彈。由於由騎兵施放，十分靈活。鐵鷂子早期約三百人，後擴充至萬人，是西夏的重甲騎兵，具有機動靈活的特點，在平地作戰具有威力，時常隨皇帝出入作戰。步跋子，西夏的步兵，擅長山區作戰，由橫山等山間部落的丁壯組成。時常與鐵鷂子聯合突擊敵軍。撞令郎，由俘獲的漢族士兵擔任，作為戰事的砲灰，減少西夏軍人的損失。西夏在黄河沿岸的军事要地配备有一定数量的水军，时常渡过黄河刺探军情，抓捕俘虏等。
地方軍部分，夏景宗將全國軍區分為左廂、右廂與十二監軍司，共有左廂神勇軍司駐銀川彌陀洞（今陝西榆林市東）、祥祐軍司駐石州、嘉寧軍司駐宥州、靜塞軍司駐韋州、西壽保泰軍司駐柔狼山北（今甘肅白银市平川区）、卓囉和南軍司駐蘭州黃河北岸喀羅川（今甘肅永登）、右廂朝順軍司駐賀蘭山克夷門（今寧夏石嘴山區）、甘州甘肅軍司駐甘州刪丹縣故地、瓜州西平軍司駐瓜州、黑水鎮燕軍司駐居延海黑水城（內蒙古額濟納旗）、白馬強鎮軍司駐婁博貝（內蒙古阿拉善左旗吉蘭泰鎮）、黑山威福軍司駐阴山（內蒙古乌拉特中旗）。全盛時期「諸軍兵總計五十餘萬」，軍兵種主要是騎兵和步兵兩種。每一監軍司都仿宋制立有軍名，設有都統軍、副統軍和監軍司各一員，由皇帝任命貴族擔任。下設指揮使、教練使及左右侍禁官等數十員，由党項人和漢人分任。 
| 西夏监军司列表                          |              |                                  |                              |            |
| 名称                                    | 军司         | 今地名                           | 古地名                       | 左厢/右厢  |
| 左右厢十二监军司                        | 左厢神勇军司 | 陕西榆林市东榆林河               | 银州密陀洞                   | 左厢       |
| 左右厢十二监军司                        | 石州祥祐军司 | 陕西绥德县西北；后改银、夏州之间 | 先在绥州，后改石州           | 左厢       |
| 左右厢十二监军司                        | 宥州嘉宁军司 | 陕西靖边县西北红柳河             | 宥州                         | 左厢       |
| 左右厢十二监军司                        | 韦州静塞军司 | 宁夏同心县韦州南                 | 韦州                         | 左厢       |
| 左右厢十二监军司                        | 西寿保泰军司 | 甘肃平川区                       | 柔狼山北                     | 左厢       |
| 左右厢十二监军司                        | 卓啰和南军司 | 甘肃永登县南红城镇               | 卓啰城                       | 左厢       |
| 左右厢十二监军司                        | 右厢朝顺军司 | 宁夏石嘴山市                     | 克夷门                       | 右厢       |
| 左右厢十二监军司                        | 甘州甘肃军司 | 甘肃张掖市                       | 甘州                         | 右厢       |
| 左右厢十二监军司                        | 瓜州西平军司 | 甘肃瓜州县东南双塔堡             | 瓜州                         | 右厢       |
| 左右厢十二监军司                        | 黑水镇燕军司 | 内蒙古额济纳旗黑水城遗址         | 亦集乃                       | 右厢       |
| 左右厢十二监军司                        | 白马强镇军司 | 内蒙古阿拉善左旗吉兰泰镇         | 娄博贝                       | 右厢       |
| 左右厢十二监军司                        | 黑山威福军司 | 内蒙古乌拉特中旗新忽热乡         | 兀刺海城（西夏语音：Oranya） | 右厢       |
| 后增设六监军司                          | 翔庆军司     | 宁夏吴忠古城镇                   | 西平府（灵州）翔庆军         | 不详       |
| 后增设六监军司                          | 天都军司     | 宁夏海原西天都山                 | 天都山                       | 不详       |
| 后增设六监军司                          | 中寨军司     | 宁夏同心葫芦河一带               | 中寨                         | 不详       |
| 后增设六监军司                          | 弥峨州军司   | 陕西靖边北部                     | 夏州北弥峨城                 | 不详       |
| 后增设六监军司                          | 贺兰军司     | 宁夏银川贺兰山一带               | 贺兰                         | 不详       |
| 后增设六监军司                          | 清远军司     | 甘肃环县甜水堡瓦渣城             | 清远军                       | 不详       |
| 西夏天盛年间(1149—1169)设立的其他监军司 | 南地中军司   | 不详                             | 不详                         | 不详       |
| 西夏天盛年间(1149—1169)设立的其他监军司 | 北地中军司   | 宁夏石嘴山市惠农区庙台乡省嵬村   | 省嵬城                       | 拱卫兴庆府 |
| 西夏天盛年间(1149—1169)设立的其他监军司 | 东院监军司   | 不详                             | 可能为宥州嘉宁军司之别名     | 不详       |
| 西夏天盛年间(1149—1169)设立的其他监军司 | 西院监军司   | 不详                             | 不详                         | 不详       |
| 西夏天盛年间(1149—1169)设立的其他监军司 | 南院监军司   | 不详                             | 可能为清远军司之别名         | 不详       |
| 西夏天盛年间(1149—1169)设立的其他监军司 | 北院监军司   | 不详                             | 不详                         | 不详       |

## 人口
由於沒有專門記錄西夏人口的史書，使得西夏人口的統計十分模糊，現今史學界也沒有一個統一的數據。然而西夏採取全民皆兵的制度，可以由兵力數量去類推人口量。目前認為人口數的下限不低於三十萬戶，上限不超過兩百萬。據《宋史》記載，西夏具有五十萬大軍，中間相差十幾萬。今日一種論點為西夏軍具有三十七萬，並在《東都事略·西夏傳》找到「曩宵有兵十五萬八千五百人」的記載，認為此差距是指党項族的西夏軍。另一種論點是將西夏地方軍五十餘萬人加上中央軍約十九萬人，總共約七十萬左右。由於西夏採取全民皆兵的制度，人口數推算是二百萬至三百萬左右。然而還有一派論點認為此數據過於誇張，他們根據《續資治通鑒長編》與《隆平集》的記載，西夏兵力約在十五萬至十八萬，總戶數約三十萬左右。
關於西夏人口的變化，各家說法不同。根據《中国人口史》赵文林與谢淑君的版本推算，西夏人口峰值在1038年，243万人，后因西夏和辽朝、北宋陸續發生战争而不断减少，战争停止后又缓慢回升。1069年，西夏建国后的人口峰值，230万人，后又因为战争不断减少。最後在1131年至1210年年間，人口一直维持在120万左右。而《中国人口发展史》葛剑雄的版本推算，西夏人口的峰值在夏景宗超过300万。1127年后，西夏人口一直未超过300万。根據《中国人口史》（第三卷）辽宋金元时期，吴松弟的版本推算，西夏人口的峰值在1100年夏崇宗時期，大约300万人。西夏人口密度低於北宋各路與唐朝各道的人口密度，然而比唐朝的隴右道高。這是因為西夏領土大多是由沙漠組成，適居範圍不大，在加上西夏採取全民皆兵的制度，因連年戰事不斷，人口消耗不少。
西夏是一個多民族的朝代，其主要民族有党項族、漢族、回鶻族與吐蕃族等。西夏人大都身材修長高大，充分表現出党項羌人粗獷、剽悍、豪爽的民族性格。社會等級分明，以日常服飾禮儀區分。皇帝、文官與武官的服裝均有規定標準，平民百姓只准穿青綠色衣服，貴賤等級分明。冠飾也是區分等級的依據之一，皇帝氈冠、皇后龍鳳冠、命婦花杈冠，文官幞頭、武官還有各種頭冠樣式。

## 经济
西夏的經濟是以畜牧業為基礎，主要以牛、羊、馬和駱駝為大宗。農產品主要有大麥、稻、蓽豆和青稞等物。藥材和一部分手工製品也特別有名。西夏在冶煉、採鹽製鹽、磚瓦、陶瓷、紡織、造紙、印刷、釀造、金銀木器製作等手工業生產也都具有一定的規模和水平。慶曆和議後，宋廷設置榷場，恢復雙方貿易往來，西夏的手工業生產和商業貿易迅速發展。夏崇宗與夏仁宗時期，西夏經濟大大的發展，四方的物品會集到首都興慶，進入西夏經濟最鼎盛的時期。

### 農業與畜牧業

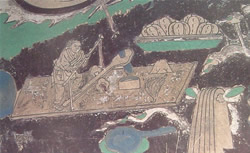
安西榆林窟第3窟《千手千眼觀世音像》內的《踏碓圖》

党項族是游牧民族，其農業較畜牧業晚發展，農牧並重是西夏社會經濟的特色。李繼遷時期陸續領有河套與河西走廊地區如靈州（今寧夏吳忠市）、興慶（今寧夏銀川）、涼州（今甘肅武威）和瓜州（今甘肅安西）等地後，由於這些地區豐饒五穀，「地饒五穀，尤宜稻麥」。其中興靈地區與橫山地區為西夏糧食的主要產地，其產量还可以用来救济灾民，而橫山地區的糧食時常提供給伐宋夏軍使用。西夏主要的農產品有大麥、稻、蓽豆和青稞等物，當發生戰亂或天災時只能以大麦、荜豆、青麻子等物充饥，並且等待自靈夏所運來的糧食。藥材中比較有名的有大黃、枸杞與甘草，皆是商人極力採購的重點商品之一。其他還有麝臍、羱羚角、柴胡、蓯蓉、紅花和蜜蠟等。党項族向漢族學習比較先進的耕種技術，已普遍使用鐵製農具和牛耕。西夏領地以沙漠居多，水源得來不易，所以十分重視水利設施。西夏古渠主要分布在兴州和灵州，其中以兴州的汉源渠和唐徕渠最有名。夏景宗時興修從今青銅峽至平羅的灌渠，世稱「昊王渠」或「李王渠」。在甘州、凉州一带，则利用祁连山雪水，疏浚河渠，引水灌田。在這些水源中，又以甘州境内的黑水最为著名。横山地區則以无定河、白马川等等為水源。夏仁宗時期修訂的法典《天盛改舊新定律令》中，鼓励人民开垦荒地，並規定水利灌溉事宜。

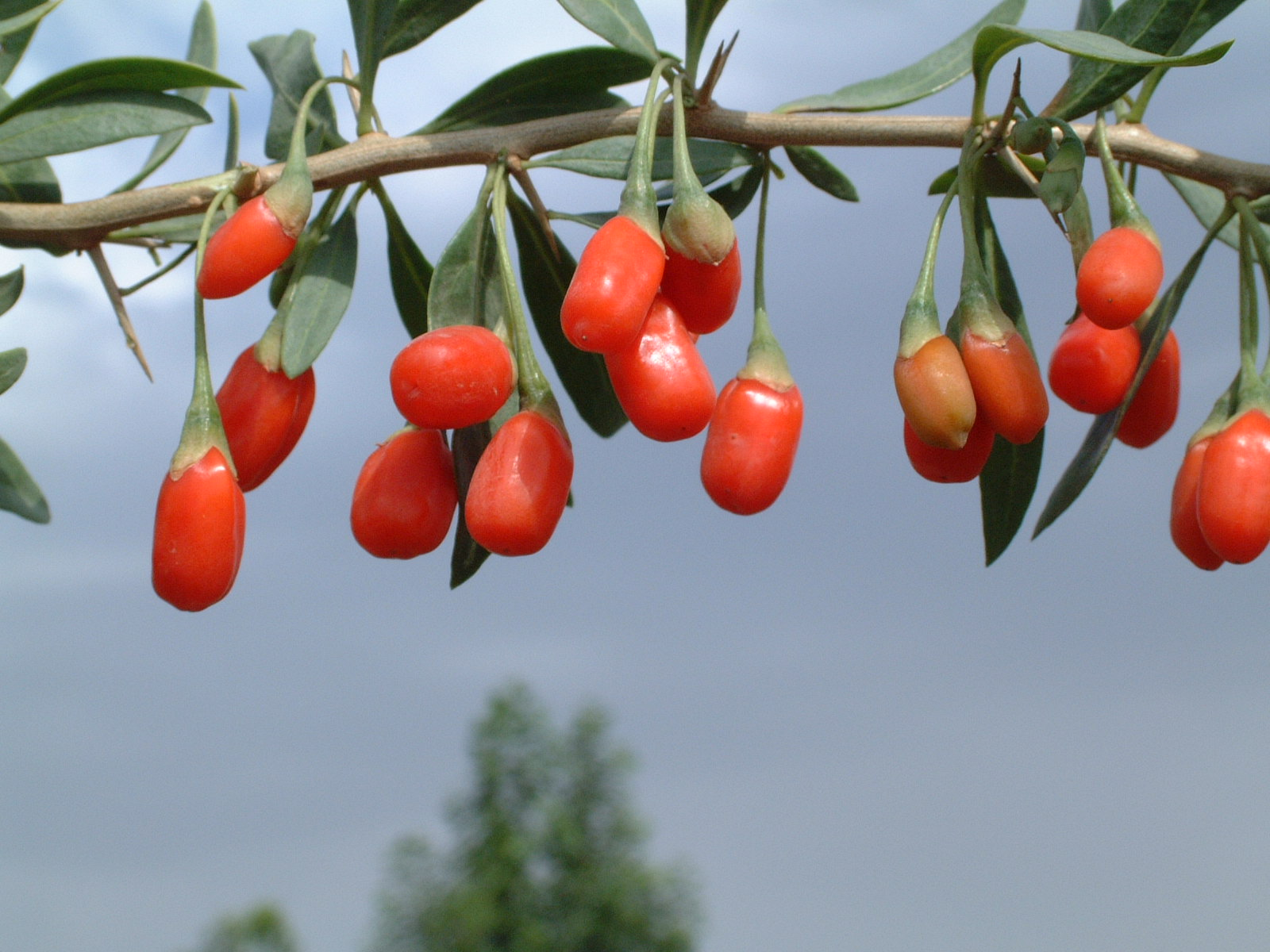
宁夏中宁县出产的成熟枸杞

西夏的畜牧業十分發達，夏廷還設立群牧司以專屬管理。牧區分布在橫山以北和河西走廊地區，重要的牧區有夏州（今陝西靖邊北白城子）、綏州（今綏德）、銀州（今米脂西北）、鹽州（今寧夏鹽池北）與宥州（今陝西定邊東）諸州，還有鄂爾多斯高原、阿拉善和額濟納草原及河西走廊草原，都是興盛的牧區。畜類主要以牛、羊、馬和駱駝為大宗，其他還有驢、騾、豬等。馬匹可做軍事與生產用途，並且是對外的重點商品與貢品，以「党項馬」最有名，早在西夏建国以前就已名满天下，晚唐诗人元稹有诗云：“北买党项马，西擒吐蕃鹦。 炎洲布火浣，蜀地锦织成。”。駱駝主要產於阿拉善和額濟納地區，是高原和沙漠地區的重要運輸工具。在西夏辭書《文海》中對牲畜的研究十分細緻，有關餵養、疾病、生產與品種的區分都有詳細的說明，表現出西夏人對畜牧的經驗十分豐富。除畜牧业外，狩猎业也十分興盛，主要有兔鹘、沙狐皮、犬、马等。其規模不小，例如對遼朝的貢品中，即有沙狐皮一千张。狩猎业在西夏中後期時仍然興盛，受西夏大臣所重視，西夏軍隊也時常以狩獵為軍事訓練或演習。

### 手工業

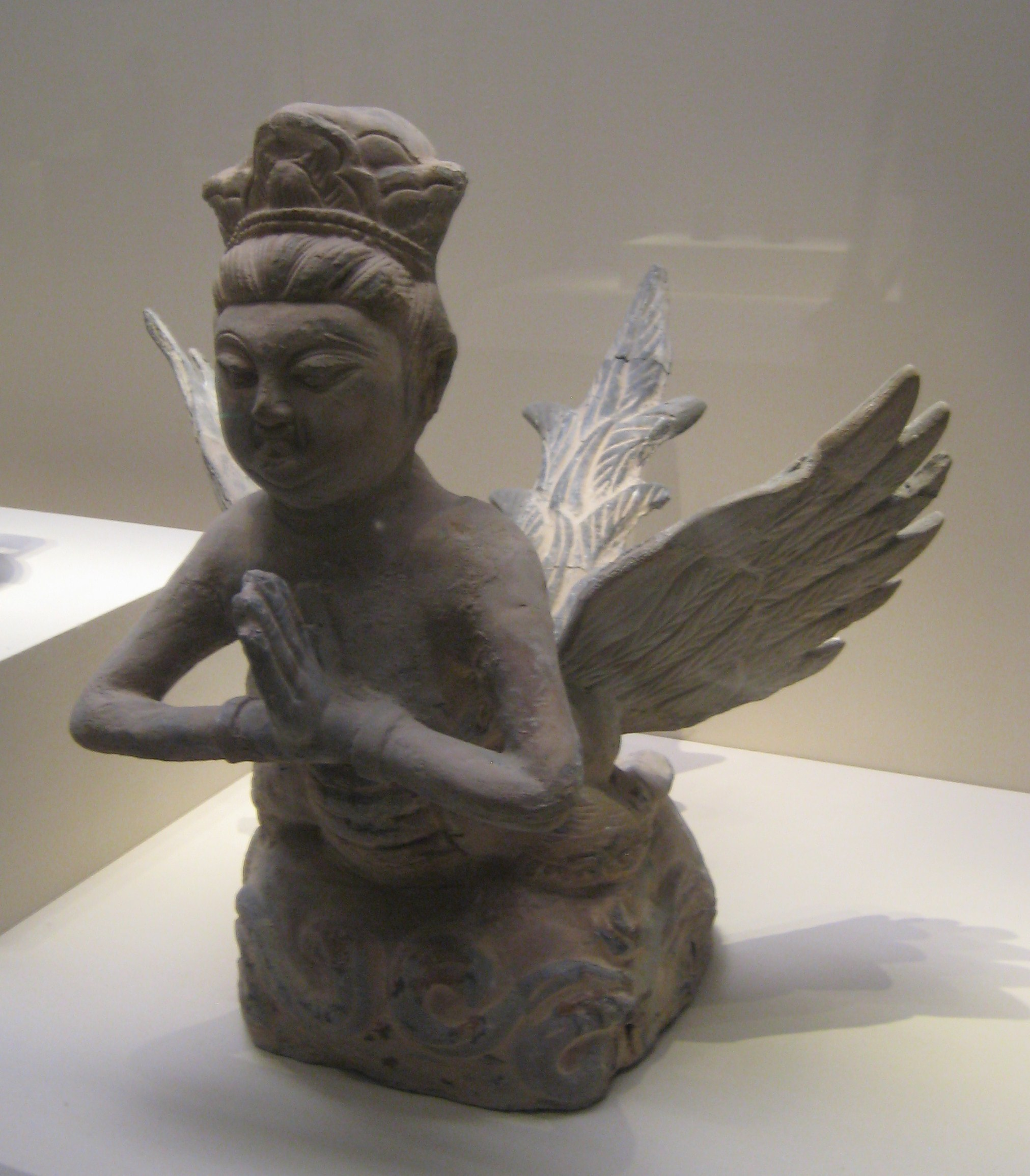
西夏皇陵的釉陶形建筑装饰

西夏手工业分官营民营两种，主要以官營為主。其生產目的主要是供西夏貴族使用，其次則是生產外銷。手工業門比較齊全，夏仁宗修訂的法典《天盛改舊新定律令·司序行文門》中即分類詳細。手工業以紡織、冶煉、金銀、木器製作、採鹽、釀造、陶瓷、建築、磚瓦等為主，兵器製造也較為發達。

#### 采盐
西夏的青鹽是宋夏邊界人民最喜歡的商品，也是西夏重要的財源之一。主要產地有鹽州（今寧夏鹽池北）的烏池、白池、瓦池與細項池，河西走廊和西安州（今宁夏海原西）的鹽州與鹽山，靈州（今寧夏吳忠市）的溫泉池等等老井。所出產的青鹽味甘價賤，比宋朝的河東解鹽更具歡迎，另外西安州的碱隈川還產白鹽、紅鹽，只是質量不如青鹽。西夏青白盐除了供西夏人民食用外，主要用于同宋朝、辽朝、金朝进行官方贸易，其中运往宋关中地区最多，并以此换回大批粮食。宋廷為此禁止西夏進口青鹽，宋人只能透過走私進口，谋取暴利。

#### 炼铁

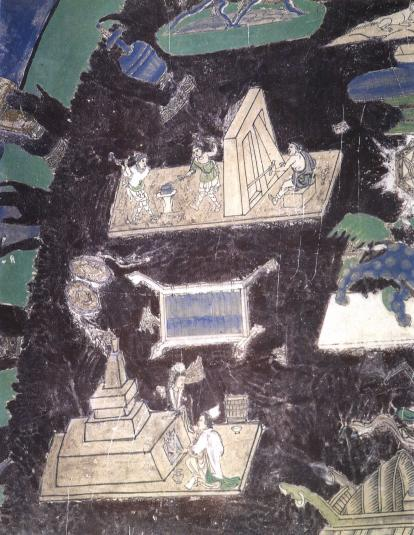
安西榆林窟第3窟《千手千眼觀世音像》內的《鍛鐵圖》。圖中西夏人采用比較先進的豎式風箱

西夏矿产比较丰富，所以其兵器製造業，如神臂弓、旋風炮以及勁弩不能射入的冷鍛鎧甲均為世人稱道，特別值得一提的是「夏國劍」，鋒利無比，貴重一時，當時就為宋人所珍視。

#### 皮毛及氈毯业
西夏的氈毯是外銷的名貴商品，其中以白駱駝毛製成的白氈於《马可波罗遊記》記載有「為世界最良之氈」的美稱。

#### 印刷业

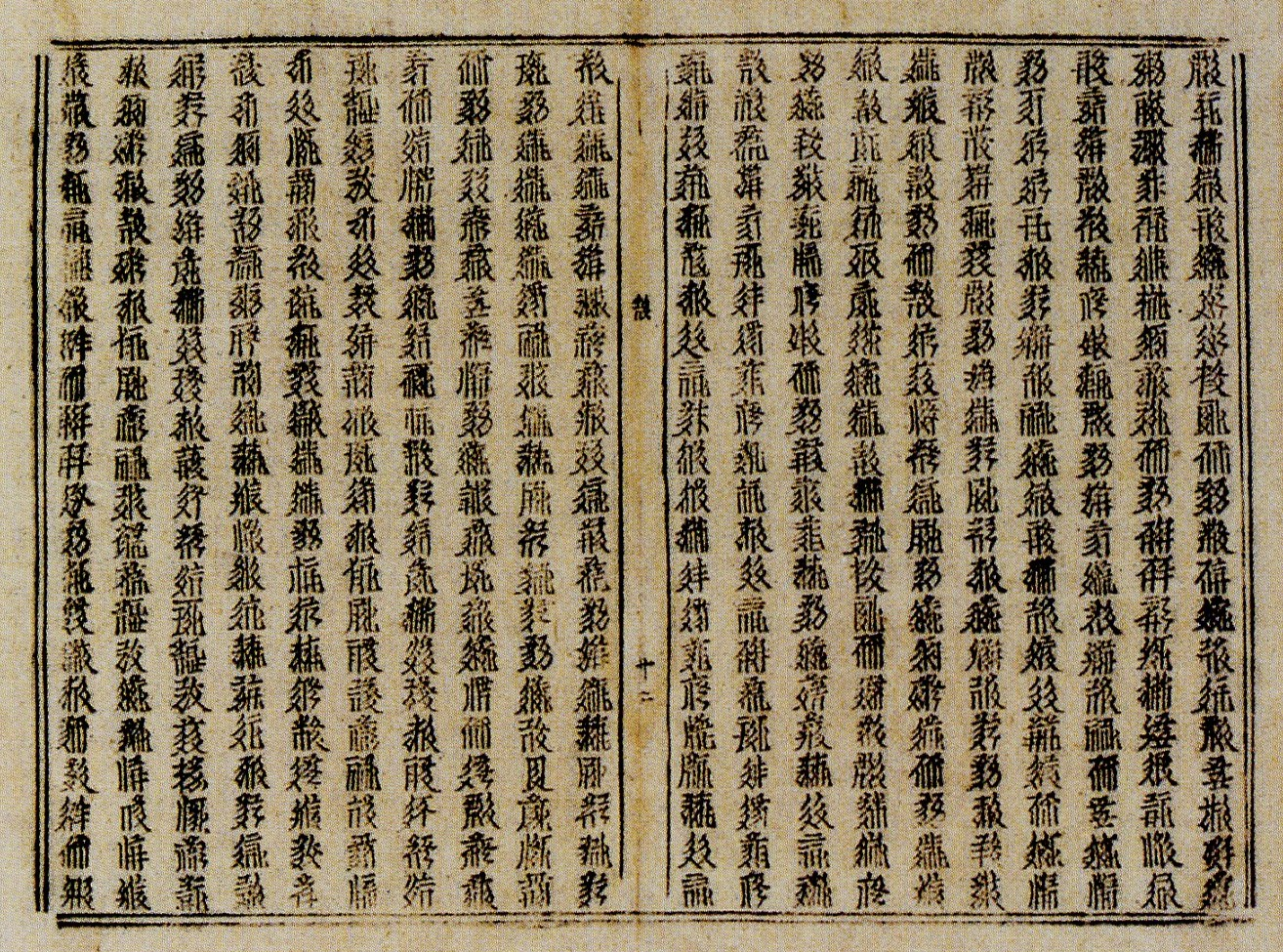
西夏文《吉祥遍至口和本续》。目前世界上发现的最早的木活字印刷品，印刷时间不晚于12世纪下半叶

西夏印刷業十分發達，西夏人為了吸收漢族文化，並且維護自己的文化，用西夏文、汉文兩種文字雕印書籍。还有一些书籍以古藏文印刷，如在西夏黑水城发现的一批藏文文献，共有60多个编号，近300页，是迄今发现的世界最早藏文木刻本。其中包括佛教文献和世俗文献，其中在以古藏文印刷的《顶髻尊胜佛母陀罗尼功德依经摄略》之一页有印度高僧拶也阿难陀的名字，他被西夏皇室封为大波密坦、五明显密国师，有功德司正的职务，可证明该印刷品在西夏时期刻印。
為了發展印刷業，夏廷還設置刻字司以專司出版，另外私人和學校也可能刻印書籍。刻書種類繁多，有佛經、漢學經典、文學詩書、音韻、卜筮咒文、醫學技術等等書籍，其中以佛經數量最多。如1189年夏仁宗就在大度民寺作大法會，散發蕃漢《觀彌勒上升兜率天經》十萬卷，漢《金剛普賢行誦經》、《觀音經》等五萬卷。贺兰山拜寺口方塔废墟中出土的西夏文《吉祥遍至口和本续》是目前世界上发现的最早的木活字印刷品，印刷时间不晚于12世纪下半叶；1987年甘肃武威亥母洞的发掘的西夏文泥活字排印的《维摩诘所说经下卷》，印制时间约为公元12世纪前期，是现存世界上最早的泥活字印本。

#### 陶瓷业
- 参见科技

党项族自唐中期世居陕北银夏五州之地，接触到了陶瓷技术。其陶瓷技术，受到耀州窑（陕西渭北高原一带）、磁州窑影响颇深，以興慶府和西平府附近的磁窑堡、凉州塔儿湾一带為生產中心，贺兰山插旗沟、宁夏中卫老窑沟、内蒙伊克昭盟等地也有西夏窑址。从考古出土的陶瓷看，西夏烧制的瓷器以实用器为多，大多以扁壶、经瓶、罐、白瓷碗、白瓷盘為主。其瓷器技术上比不上宋瓷，但樸實凝重，使用剔瓷手法，形成獨具一格的西夏瓷器。也有烧制空心瓷质蒺藜，内部装填火药，作为投掷武器炸伤敌人。

### 商業與貨幣

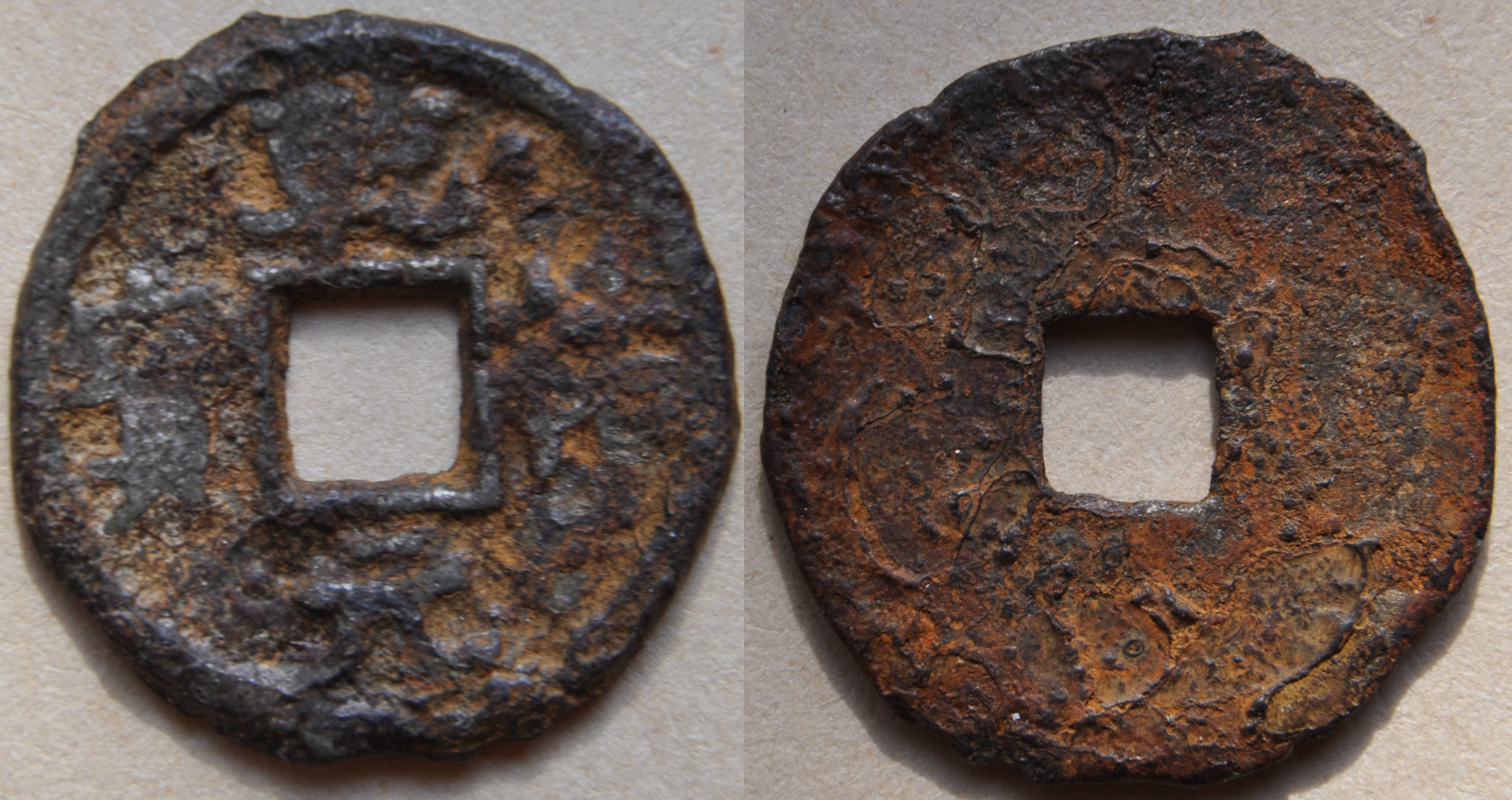
西夏乾祐元寶鐵錢

由於西夏領有絲路商業要道河西走廊，再加上國內只盛產畜牧，對於糧食、茶葉與部分手工品的需求量大，所以對外貿易是西夏經濟的命脈之一，主要分為朝貢貿易、榷場貿易與竊市（私市）。西夏國內的城市商業十分繁榮，興慶、涼州、甘州、黑水城都十分興盛。商品以糧食、布、絹帛、牲畜、肉類為大宗。西夏可以藉由掌控河西走廊以管理西域與中原的貿易往來，與北宋、遼朝、金朝、西州回鶻及吐蕃諸部有頻繁的商業貿易。由於西夏過度壟斷河西走廊，使得部分西域商人改走柴達木盆地，經鄯州（今青海西寧）沿湟水而到達宋朝的秦州（今陝西天水），史稱吐谷渾路。
西夏對中原或北亞的宗主國採取朝貢貿易，時常以駱駝或牛羊等價換取糧食、茶葉或重要物資。西夏在宋夏戰爭獲勝，於慶曆和議中，每年自宋朝獲得銀5萬兩，絹13萬匹，茶2萬斤，每年還在可以各種節日中獲得銀22000兩，絹23000匹，茶1萬斤。西夏自李繼遷叛宋附遼開始向遼朝貢，至遼天祚帝亡國，總計向遼朝貢24次。西夏也會以宋朝的茶葉與歲幣換取回鶻、吐蕃的羊隻，再轉賣給宋、遼、金等國，從中牟取暴利。由於朝貢貿易時常因為戰事而中斷，並不是很穩定。
比較大宗且穩定的貿易為榷場貿易，西夏與北宋、遼朝和金朝的邊境地帶設有共同使用的榷場進行和市，例如與宋朝制定的保安軍（今陝西志丹）、鎮戎軍（今寧夏固原）、麟州、延州等地的榷場；與遼朝在遼西京西北的天德府、雲內和雲中西北的銀瓮口、過腰帶與上石楞坡等地的榷場等。在榷市中，有固定的貿易場地和牙人評定貨色等級，由雙方官府派遣的監督、稽查人員共同管理市場，徵收稅務。貿易內容以牲畜、毛织品、药材為大宗。而“官市”以外的商品种类不受此限。金滅北宋後，由於南宋與西夏隔絕，西夏對外貿易掌握在金朝手中，經濟上不能不依賴於金朝。1141年金朝同意開放保安軍、蘭州、綏德、環州與東勝州的榷場。1172年金朝金世宗以保安軍、蘭州、綏德不產布為由關閉這些榷場，認為以紡織品換取西夏的奢侈品不划算。這使得雙方關係緊張，在夏仁宗末期戰事不斷，十年後才恢復正常貿易。最後比較大量且分散的是「竊市」（私市），也就是非正式市場與走私貿易，例如青鹽貿易即採取走私方式換取宋朝的糧食。
由於西夏商業的興盛，作為流通的貨幣也十分重要：一類是本國鑄造的西夏貨幣；另一類是從宋、金進口的貨幣。早在夏景宗時期即鑄造貨幣，各代皇帝除了夏獻宗、夏末帝之外都有鑄錢實例，夏仁宗還於1158年設立通濟監鑄錢。西夏錢幣的鑄造大都比較精美，而且書法俊逸、流暢。目前面文為西夏文的錢幣已經發現有五種，分別是「福聖寶錢」、「大安寶錢」、「貞觀寶錢」、「乾祐寶錢」以及「天慶寶錢」。

## 文化
西夏文化深受漢族河隴文化及吐蕃、回鶻文化的影響。並且積極吸收漢族文化與典章制度。發展儒學，宏揚佛學，形成具儒家典章制度的佛教王國。西夏起初是游牧部落，佛教在1世纪东传凉州刺史部以后，於该区逐渐兴盛起来，在西夏建国后开始创造自己独有的佛教艺术文化。内蒙古鄂托克旗的百眼窑石窟寺，是西夏佛教壁画艺术的宝库。在额济纳旗黑水城中发现的西夏文佛经、释迦佛塔、彩塑观音像等，是荒漠的重大发现。另外西夏也大力發展敦煌莫高窟。1036年西夏攻滅归义军後，占領瓜州、沙州，領有莫高窟。从夏景宗到夏仁宗，西夏皇帝多次下令修改莫高窟，使其更加增添了几分光辉。当时莫高窟涂绿油漆，接受中原文化與畏兀儿、吐鲁番风格。此外，表现西夏文化的还有西夏文，又称蕃书。西夏设立蕃學和漢學，使西夏民族意识增强，百姓“通蕃汉字”，文化也增加了许多。值得一提，李元昊曾經頒布禿髮令，命令全國男人三天內必須禿髮，違者格殺勿論。西夏还设立蕃学和太学。史家戴锡章《西夏记》曾言：“夫西夏声明文物，诚不能与宋相匹，然观其制国书、厘官制、定新律、兴汉学、立养贤务、置博士弟子员。尊孔子为文宣帝，彬彬乎质有其文，固未尝不可与辽金比烈！”。

### 思想與教育

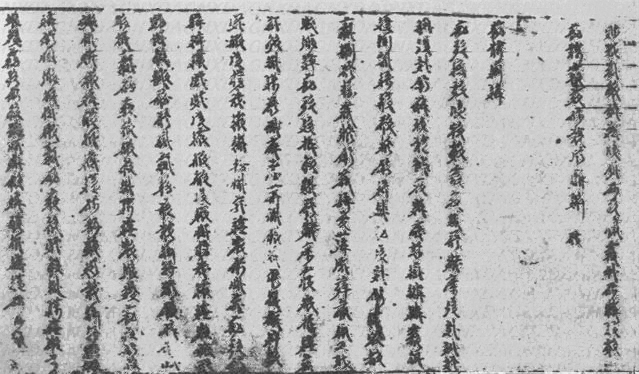
西夏文的草書《孫子兵法》局部，藏于寧夏檔案館

西夏儒學的發展是一種處在儒家影響下的官僚體制與政治文化，制度深受儒家文化影響，從李繼遷伊始至西夏末年，歷代帝王莫不學習與模仿漢制。例如李繼遷時「潛設中官，盡異羌夷之體，曲延儒士，漸行中國之風。」，李德明時 「大輦方輿，鹵薄儀衛，一如中國制。」。西夏党項世代皇親宗室，崇拜孔子，欽慕漢族文化。除了崇儒尚文，還編寫了一些融合和宣揚儒家學說的書籍，如《聖立義海》、《三才雜字》、《德行記》、《新集慈孝傳》、《新集錦合道理》、《德事要文》等。其儒學經過夏景宗、夏毅宗、夏惠宗與夏崇宗的提倡，到夏仁宗之時出現盛況。
夏景宗在建立官制的同時設立了蕃漢大學院，是西夏五个司等以外的机构，与次等司平级。分蕃大学院和汉大学院，相当于中原王朝的翰林院，简称为蕃学和汉学，作為文化培養的搖籃。汉学掌与宋朝往来表奏，中间书写汉字，旁列蕃字（西夏文）；蕃学掌与吐蕃、回鹘等往来文字，以蕃字书写，各国文字副之。由院正或学正主持，又有择明、正习等官员，两学院都设有博士。夏景宗时期以博學多才的野利仁榮主持蕃學以重視蕃學，並於各州蕃學裡設置教授，進行教學。
西夏大致設立了五種學校：蕃學、國學、小學、宮學、太學。西夏建立學校的目的主要是為了培養人才的需要，尊孔子為文宣帝。西夏在中後期還發展科舉制度，夏崇宗後期開始設童子科實行科舉考試，1147年夏仁宗策舉人，立唱名法，復設童子科。西夏後期基本以科舉取士選拔官吏，不論蕃漢及宗室貴族由科舉而進入仕途成為必然的途徑。

### 文學與文字

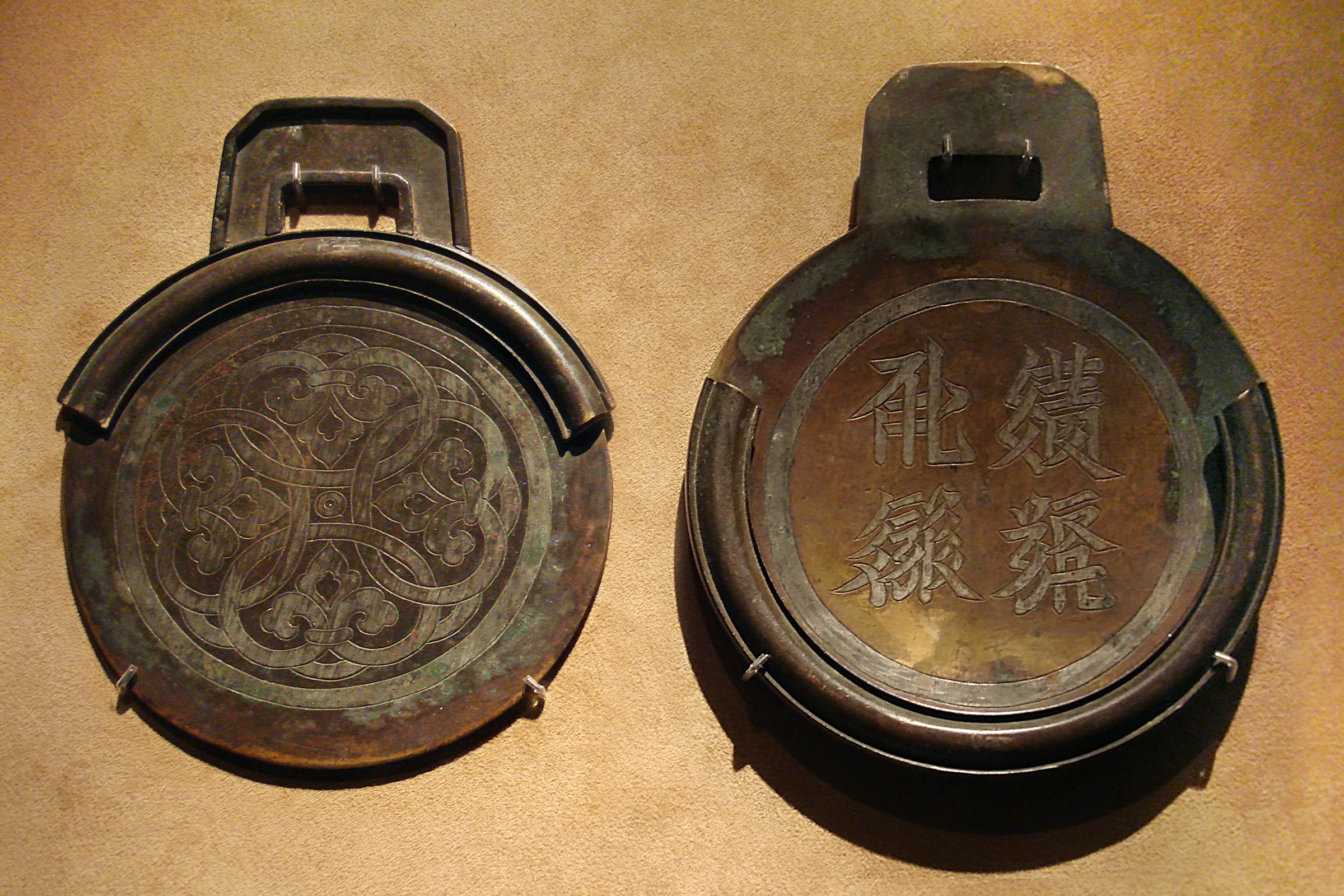
西夏书面青铜法令，用于发送書信時驗證身分，銘文為，意為「敕燃馬牌」

西夏崇尚漢文化，但漢文創作的文學作品傳世不多，大多以詩歌和諺語為主。詩歌有宮廷詩、宗教勸善詩、啟蒙詩、紀事詩與史詩等幾類。西夏詩歌有韻律，一般為對稱結構，通常是五言或七言體，也有多言體，每一詩句的音節數目不同。比較有名的有頌揚西夏文創製者野利仁榮的《大頌詩》。史詩性的作品《夏聖根讚歌》，內容多為民間傳說，遣詞造句帶有濃重的民謠色彩。其中開首三句：「黑頭石城漠水邊，赤面父冢白河上，高彌藥國在彼方」，被西夏學學者用來研究党項歷史源起。另外還有讚美重建太學的《新修太學歌》，具有宮廷詩的風格。夏崇宗重視文學，本人曾作《靈芝歌》與大臣王仁忠酬唱，傳為佳話。
西夏諺語對偶工整，結構嚴謹，字數多少不一，內容廣泛地反映了西夏社會的各種面向、並涉及百姓生產、風俗與宗教等內容。著名的西夏諺語集《新集錦合辭》，是由西夏人梁德養於1176年初編、1187年由王仁持補編，共有364条谚语。其內容有「谚语不熟不要说话」的记载，「千千诸人」、「万万民庶」都离不开谚语，凸顯出諺語對西夏人民的重要性。
西夏皇帝十分重視本國國史的編撰工作。斡道沖於李德明時期就掌管撰修西夏國史之職，其後代亦同。夏仁宗時設置翰林學士院，命王僉、焦景顏參照宋朝編修實錄的辦法纂修國史，負責修《李氏實錄》。1225年南院宣徽使羅世昌罷官後，撰寫《夏國世次》，可惜已失。
西夏立國前夕，夏景宗為了建立屬於本國的文字，派野利仁榮仿照漢字結構創建西夏文，於1036年頒行，又稱「國書」或「蕃書」，與周圍王朝往來表奏、文書，都使用西夏文。文字構成多採用類似漢字六書構造，但筆畫比漢字繁多。西夏文學家骨勒茂才認為西夏文和漢文的關係是「論末則殊，考本則同」。西夏文創製後，廣泛運用在歷史、法律、文學、醫學著作，鐫刻碑文，鑄造錢幣、符牌等也都使用西夏文。夏廷又設立蕃學，由野利仁榮主持，選派貴族官僚子弟翻譯漢文典籍與佛教經典等。為了翻譯漢夏文字，又有骨勒茂才於1190年所撰寫的《番汉合时掌中珠》，序言有西夏文和漢文兩種，內容相同。謂「不學番言，則豈和番人之眾；不會漢語，則豈入漢人之數。」表明本書目的在於便於西夏人和漢人互相學習對方語言，是現今研究西夏歷史的重要鑰匙。

### 宗教

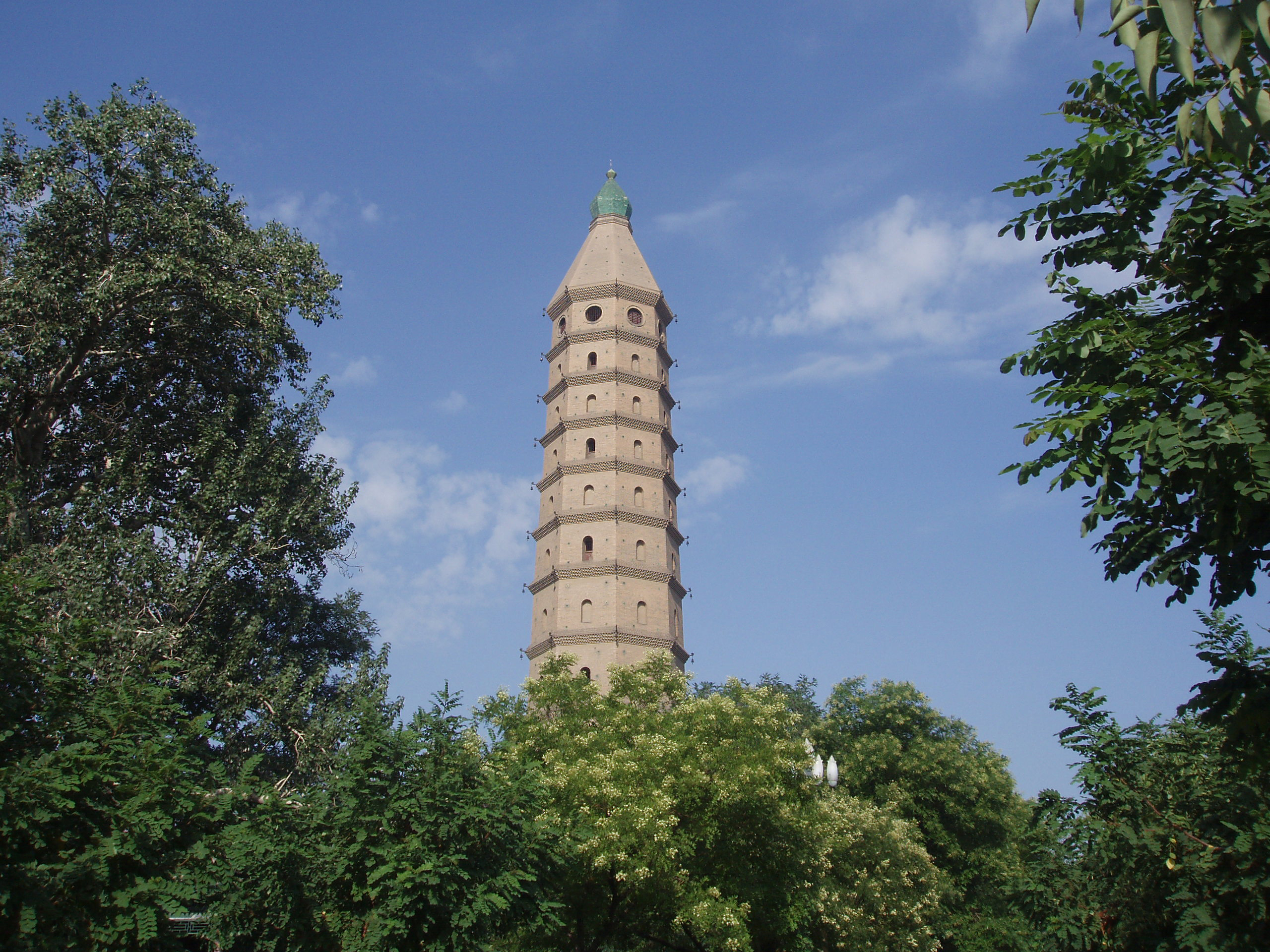
夏毅宗時期，在沒藏太后極力支持下所建立的承天寺塔

西夏人民大致上以佛教為主要信仰，在建國之前則是以自然崇拜為主。党項族在唐朝四川松潘地區時，就以「天」為崇拜對象。當党項族遷移到陝北之後，由自然崇拜發展到對鬼神的信仰。在建國之後，仍然崇尚多神信仰，有山神、水神、龙神、树神、土地诸神等自然神。例如夏景宗曾「自诣西凉府祠神」。夏仁宗曾在甘州黑水河边立黑水桥碑，祭告诸神，祈求保护桥梁，平息水患。除了崇拜鬼神，党項族還崇尚巫術，並且備受重視。党項族稱巫為「廝」，巫師被稱為「廝乩」，是溝通人和鬼神間的橋樑，主要負責驅鬼與占卜。在战争前實行占卜以问吉凶，於戰爭中经常施行「杀鬼招魂」的巫术。

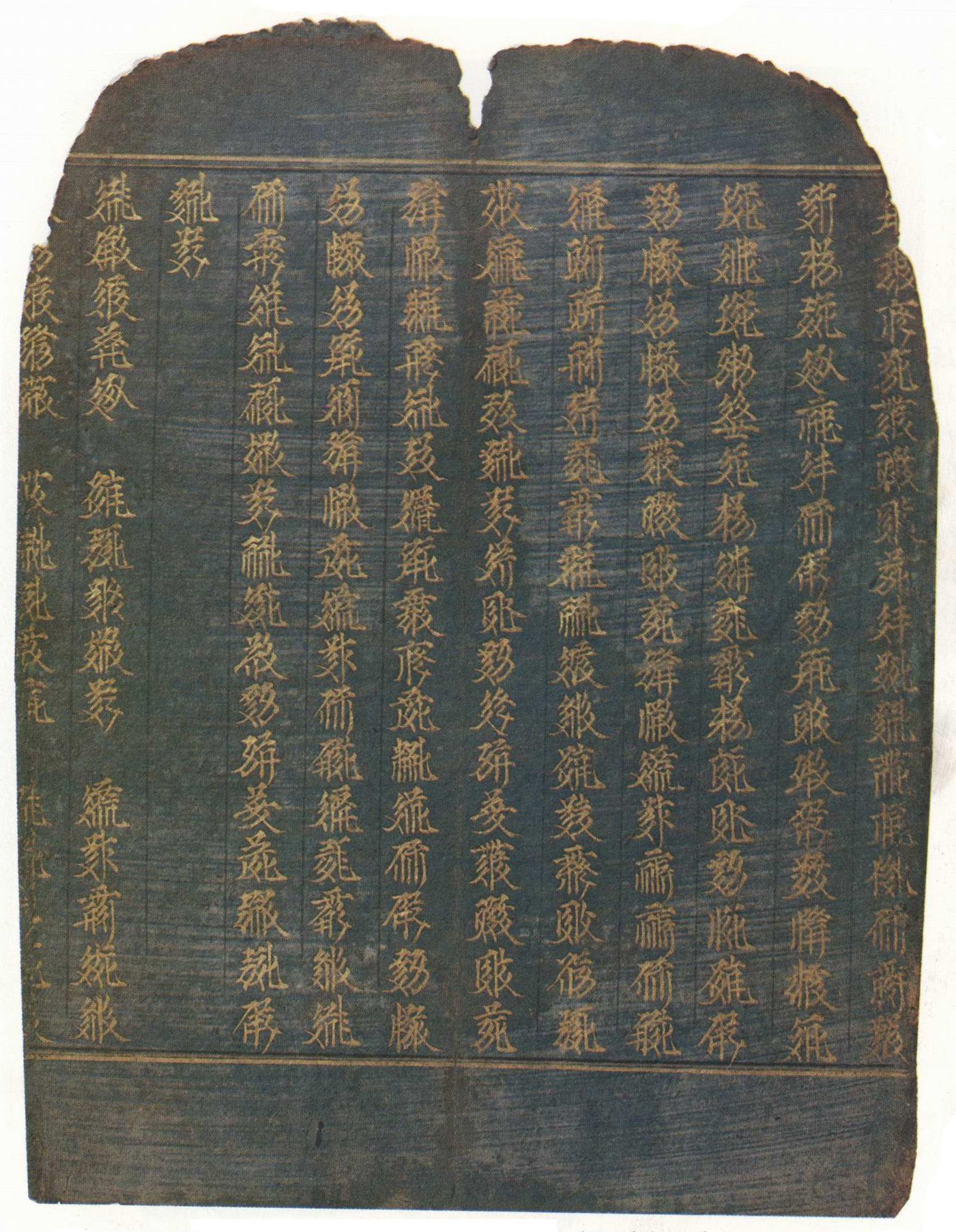
以西夏文刻印的《金光明最勝王經》

佛教是西夏的國教，建國前後六次向宋求贖佛經，宋朝賜以《大藏經》。夏景宗在立國後，便開始用西夏文翻譯佛經。五十多年內譯出大小乘佛經820部，3579卷，滿足人民對佛教的需求。除此之外，夏景宗等歷代夏帝與太后也興建許多佛教寺廟高台寺，概括地分為興慶府—賀蘭山中心、甘州—涼州中心、敦煌—安西中心以及黑水城中心。例如有名的承天寺是應夏毅宗母后沒藏太后要求而興建，1093年更重修涼州感通塔及寺廟，隔年立「重修護國寺感通塔碑」。夏崇宗時期更在甘州建築臥佛寺。西夏朝廷大力提倡佛教，提高僧人地位，使僧人不用納稅與負擔雜役；犯罪也可減免罪刑；寺院環境也受朝廷保護。西夏後期受藏傳佛教影響的趨勢日益增大，1159年吐蕃迦瑪迦舉系教派初祖都松欽巴建立粗布寺，夏仁宗派使入藏迎奉。都松欽巴派大弟子格西藏瑣布帶經文到西夏興慶府，被夏仁宗尊為上師，並參與翻譯經文。西夏比元朝還要早設立帝師，提高藏傳佛教的地位。除帝師外，還有國師以及其它有高級職稱的僧人，在推動西夏佛教發展方面起著核心和中堅的作用。
西夏设立有僧官制度管理僧侣事务。在夏仁宗李仁孝之后，藏传佛教发展迅速。西夏后期最突出的特点是设立帝师。帝师是西夏以及元朝最重要也是最高的师号。西夏至少在12世纪中期就设立了帝师制度。北京房山云居寺所藏汉、藏文合璧《圣胜慧到彼岸功德宝集偈》的题款中发现了西夏的帝师贤觉帝师波罗显胜。西夏汉文典籍《杂字·官位·第十七》中列有帝师，更确证了西夏帝师的存在。从黑水城文献中发现的西夏帝师有两位，除贤觉帝师外还有继任的慧宣帝师和夏桓宗时期的大乘玄密帝师，他们都是藏族僧人，在西夏都是地位崇高，撰著了多种佛教文献。仁宗乾祐七年（1176）立，夏仁宗所御制的西夏黑河建桥敕碑以汉文和古藏文记录，汉文碑铭中提到：“昔贤觉圣光菩萨哀悯此河年年暴涨，飘荡人畜，故以大慈悲，兴建此桥”，其中“贤觉圣光菩萨”即“贤觉帝师波罗显胜”，为夏仁宗的帝师。
除了佛教以外，西夏也包容其他宗教。西夏有流傳道教，例如夏景宗之子寧明就是學習道家的辟穀術而死。《文海》解釋「仙」字為「山中求道者」，「山中求長壽者」。在西夏晚期，在沙州和甘州一帶還有流傳景教和伊斯蘭教。例如《馬可波羅遊記》中記載在原西夏领土唐古忒省（唐古忒即蒙古语西夏，音Tangut），敦煌、甘州、兴庆府（游记中使用了兴庆府的蒙古语名称：额里哈牙）有部分景教和伊斯蘭教徒，此处的唐古忒省即西夏中兴行省。

### 藝術

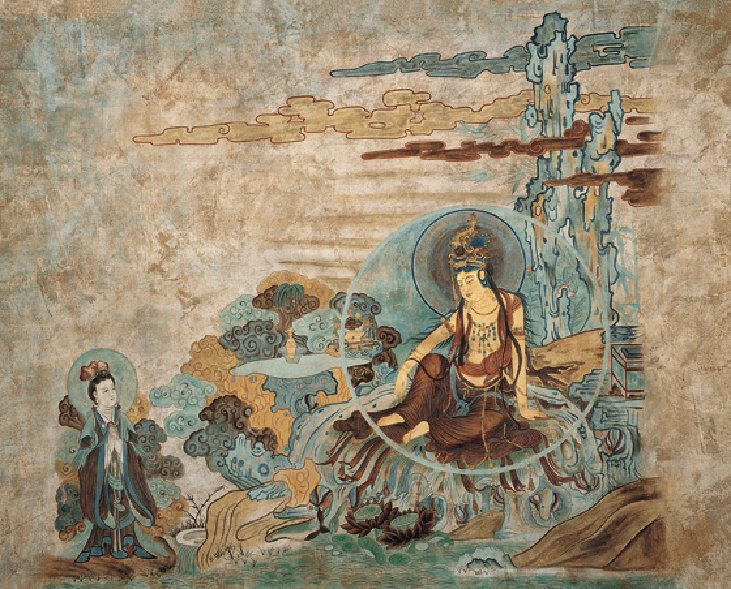
榆林窟第29窟《水月觀音圖》，圖中將山水和人物有機地結合，達到很高的意境

西夏的藝術文化十分多元且豐富，在繪畫、書法、雕刻、舞蹈與音樂都有成就。繪畫方面，以佛教繪畫流傳至今，主要呈現在石窟與寺廟壁畫等，現今以敦煌莫高窟、安西榆林窟等最為豐富。早期學習北宋風格，後來受回鶻佛教與吐蕃藏傳佛教的壁畫藝術的影響，最後形成獨特的藝術風格。在線條採用鐵線與蘭葉描為主，輔以折蘆、蓴菜條；敷彩大量使用石綠打底，使畫面呈獨具風格的冷色調的「綠壁畫」。繪畫內容分別有佛教故事與說法、供養菩薩與人像以及洞窟裝飾圖案等，以《文殊變圖》、《普賢變圖》、《水月觀音圖》與《千手千眼观音经变圖》最為有名。此外，也可在《千手千眼觀世音像》內的《農耕圖》、《踏碓圖》、《釀酒圖》與《鍛鐵圖》中觀察到西夏社會生產和生活內容。木刻版畫方面，大多來自西夏文和漢文佛經中。在黑水城出土的大量佛畫中，有《文殊圖》、《普賢圖》、《勝三世明王曼荼羅圖》等等。內容濃抹重彩，色調深沉。而版畫《賣肉圖》和《魔鬼現世圖》，描繪生動，反映出西夏繪畫的深度。
書法在楷書多見於寫經與碑文，篆書見於碑額與官印。夏仁宗時期的翰林學士劉志直，工於書法，他用黃羊尾毫製作之筆，為時人所效法。雕塑方面十分發達，有鑄銅、石雕、磚雕、木雕、竹雕、泥塑與陶瓷等。其特點比例均衡，刀法細膩，十分寫實。泥塑以佛寺塑像為代表，多運用寫實與藝術誇張手法，刻劃現實生活的人物形象。例如夏崇宗時期修建的甘州大佛寺釋迦牟尼涅槃像、敦煌莫高窟第491窟西夏供養天女彩塑等等。其他陶瓷藝術品也是刻工精細而生動。
西夏在党項時期的樂器以琵琶、橫吹，擊缶為主，其中橫吹即竹笛。後來接受中原音樂的文化，李德明時採用宋制製樂而逐漸繁多。夏景宗建國後，革除唐宋縟節之音，「革樂之五音為一音」。1148年，夏仁宗令樂官李元儒更定音律，賜名《鼎新律》。西夏音樂十分豐富，且設有蕃漢樂人院，夏惠宗時曾招誘宋朝教坊司女子、樂人加入西夏樂院，戲曲如《劉知遠諸宮調》等也已經傳入西夏，写本并被保留在西夏黑水城遗址中，为中国现存最早诸宫调。西夏時期的舞蹈在碑刻和石窟壁畫中留有生動的形象，富含唐宋舞蹈與蒙古舞蹈的風格。如《涼州護國寺感應塔碑》碑額兩側的線刻舞伎，舞姿對稱，裸身赤足，執巾佩瓔，於豪放中又顯出嫵媚。榆林窟第3窟西夏壁畫中的《樂舞圖》，左右相對吸腿舞狀，姿態雄健。

## 科技

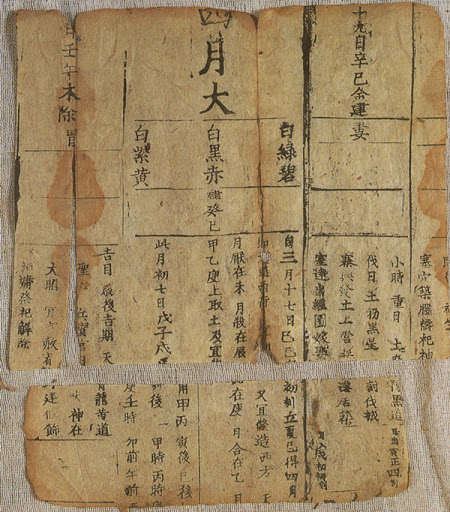
黑水城出土的活字印刷的西夏日历

党项人本身是游牧民族，科技比較薄弱。割据银夏五州时期，接触了宋朝的技术。在西夏立国之后，吸收了宋朝和西域诸国技術加以发展，在武器鍛鍊、活字印刷方面居领先地位，在水利工程、陶瓷、冶金、畜牧、采盐、皮毛、造纸、印刷、建筑等领域都有出色表现。
西夏印刷业受益于佛经的大量印刷，可熟练使用雕版印刷、泥活字印刷和木活字印刷，贺兰山拜寺口方塔遗址西夏文《吉祥遍至口和本续》是目前世界上发现的最早的木活字印刷品，印刷时间不晚于12世纪下半叶；河西走廊发掘的西夏文泥活字排印的《维摩诘所说经》，印制时间约为公元12世纪前期，是现存世界上最早的泥活字印本。
在天文氣象方面，主要是學習宋朝的天文與曆法。西夏人設置司天監以觀察天文，並列有分析、解釋天文的「太史」「司天」和「占者」以分析天文。在骨勒茂才的《番漢合時掌中珠·天相》中有對天文星象的詳細記載。例如將天空分為青龍（東）、白虎（西）、朱雀（南）、玄武（北）等方位，每個方位設有7個星宿。在氣象方面也有詳細的分析，例如風有和風、清風、金風、朔風、黑風、旋風；雨有膏雨、穀雨、時雨、絲雨；雲有煙雲、鶴雲、拳雲、羅雲、同雲，等等。曆法方面，西夏至1004年材自北宋獲得《儀天曆》，這是西夏第一本曆書。立國後，設“大恒曆院”的機構掌管曆法的編制和頒行。西夏曆書採用番漢合璧曆書與宋朝頒賜曆書兩類，其詳細情形仍需研究。
在醫學方面，在党項族在青藏高原游牧的時期，醫學知識十分匱乏，百姓迷信鬼神，大多向神明求醫。在立國後，積極吸收宋朝的醫學與藥學，並且出版《治療惡瘡要論》等醫學著作。並且設有“醫人院”，在政府機構中屬“中等司”。西夏人對病理的認知大多分成血脈不通、傳染、「四大不和」（地、水、火、風）等觀點，其中四大不和是緣自藏傳佛教的說法。由於西夏本身醫學不如中原的朝代，所以一些疑難病症無法醫治，只好求助於宋朝或金朝。例如夏仁宗時，權臣任得敬患病，久治不愈。所以夏仁宗派使者向金朝請求醫療支援。夏桓宗時，其母患病，也派使至金朝求醫。
西夏具有较为发达的陶瓷工艺，技术上受北宋瓷窑磁州窑、耀州窑的影响。总体特点质朴挺拔、豪放生动，色彩多样，明显不同于辽金瓷器。西夏瓷器最显著的装饰特征是剔刻工艺，先在上釉的器物上用刻刀划刻出纹饰图案，叫做“刻釉”，再用刻刀将要表现的纹饰图案以外的釉面剔掉或刮掉，露出胎体，叫做“剔釉”。现存西夏瓷器多为残品，完整的西夏剔刻瓷器存世不足百件。

## 君主年表
| 西夏 1038年－1227年 | 西夏 1038年－1227年                                            | 西夏 1038年－1227年 | 西夏 1038年－1227年 | 西夏 1038年－1227年 | 西夏 1038年－1227年 | 西夏 1038年－1227年 |
| 庙号                | 谥号與城號                                                     | 漢名                | 西夏名              | 常用名稱            | 在位時間            | 年号 |
| ------------------- | -------------------------------------------------------------- | ------------------- | ------------------- | ------------------- | ------------------- | --- |
| 太祖 （夏景宗追尊） | 神武皇帝 （夏景宗追尊）                                        | 繼遷                | ─                   | 李繼遷              | 991年－1004年       | |
| 太宗 （夏景宗追尊） | 光聖皇帝 （夏景宗追尊）                                        | 德明                | ─                   | 李德明              | 1004年－1031年      | |
| 景宗                | 武烈皇帝 （城號）风角城皇帝 （） （城號）风角聖王 （城號）风帝 | 元昊                | 嵬名曩霄            | 李元昊              | 1032年－1048年      | 顯道 1032年－1034年 开运 1034年－1034年 广运 1034年－1036年 大庆 1036年－1038年 天授礼法延祚 1038年－1048年                                                             |
| 毅宗                | 昭英皇帝                                                       | 谅祚                | 兩岔                | 李谅祚              | 1048年－1067年      | 延嗣宁国 1049年－1049年 天祐垂圣 1050年－1052年 福圣承道 1053年－1056年 奲都 1057年－1062年 拱化 1063年－1067年                                                         |
| 惠宗                | 康靖皇帝 （城號）貴梁城皇帝 （）                               | 秉常                | ─                   | 李秉常              | 1067年－1086年      | 乾道 1068年 天赐礼盛国庆 1069年－1073年 大安 1074年－1084年 天安礼定 1085年－1086年                                                                                     |
| 崇宗                | 圣文皇帝 （城號）明城皇帝 （） （城號）白城皇帝 （）           | 乾顺                | ─                   | 李乾顺              | 1086年－1139年      | 天仪治平 1086年－1089年 天祐民安 1090年－1097年 永安 1098年－1100年 贞观 1107年－1113年 雍宁 1114年－1118年 元德 1119年－1127年 正德 1127年－1134年 大德 1135年－1138年 |
| 仁宗                | 圣德皇帝 （城號）珠城皇帝 （城號）護城皇帝 （）                | 仁孝                | ─                   | 李仁孝              | 1139年－1193年      | 大庆 1140年－1143年 人庆 1144年－1148年 天盛 1149年－1169年 乾祐 1170年－1193年                                                                                         |
| 桓宗                | 昭简皇帝                                                       | 纯祐                | ─                   | 李纯祐              | 1193年－1206年      | 天庆 1194年－1206年 |
| 襄宗                | 敬穆皇帝                                                       | 安全                | ─                   | 李安全              | 1206年－1211年      | 应天 1206年－1209年 皇建 1210年－1211年 |
| 神宗                | 英文皇帝                                                       | 遵顼                | ─                   | 李遵顼              | 1211年－1223年      | 光定 1211年－1223年 |
| 献宗                | ─                                                              | 德旺                | ─                   | 李德旺              | 1223年－1226年      | 乾定 1223年－1226年 |
| ─                   | ─                                                              | 睍                  | ─                   | 李睍                | 1226年－1227年      | 宝义 1226年－1227年 |